# Festival de Cannes
Vous lisez un « article de qualité » labellisé en 2007.
Pour les articles homonymes, voir Cannes (homonymie) et Festival de Cannes (homonymie).

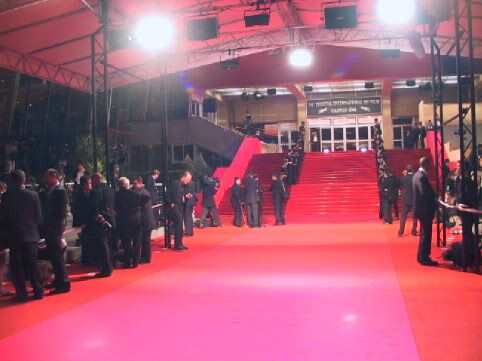
Le tapis rouge sur les marches du Palais des Festivals à Cannes.

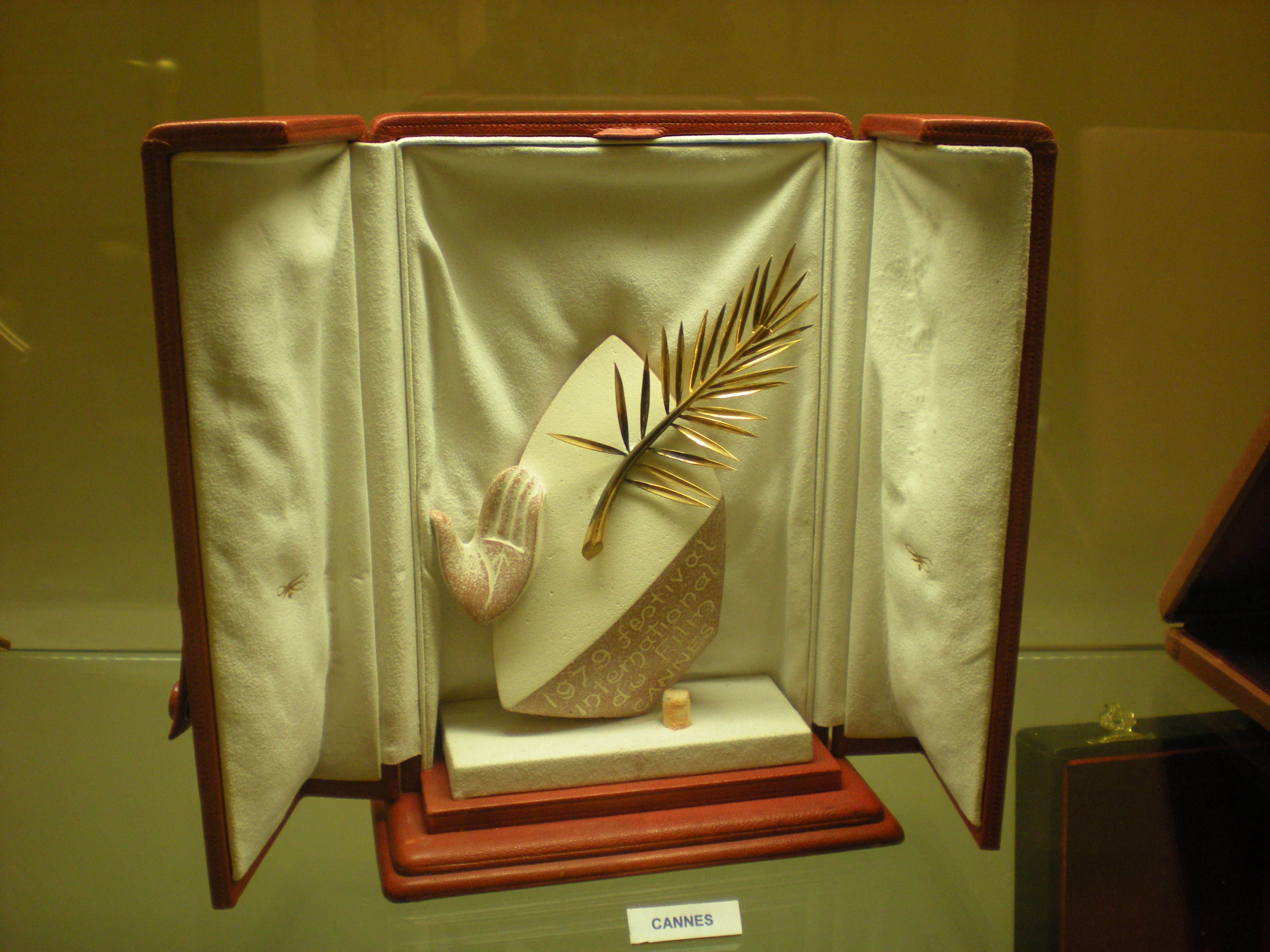
La Palme d'or, récompense suprême du festival, dans son format de 1979.

Le Festival de Cannes (appelé Festival international du film de 1946 à 2002) est un festival de cinéma international se déroulant chaque année à Cannes (Alpes-Maritimes, Provence-Alpes-Côte d'Azur, France) durant douze jours pendant la seconde quinzaine du mois de mai. Les principales projections ont lieu au Palais des festivals situé à l'entrée de la promenade de la Croisette.
Il est fondé le 1er septembre 1939 d'après une idée de Philippe Erlanger soumise à Jean Zay, ministre de l'Éducation nationale et des Beaux-arts du Front populaire, et Albert Sarraut, ministre de l'Intérieur. La première édition prévue, fixée au 1er septembre 1939, est annulée en raison de la déclaration de la Seconde Guerre mondiale.
Parallèlement à la sélection officielle du festival (films en et hors compétition), plusieurs sections sont créées au fil des ans dont la Quinzaine des réalisateurs, la Cinéfondation, la Semaine de la critique ou Un certain regard. Le Marché du film de Cannes attire 11 000 participants.
Le festival est à l'origine créé pour récompenser le meilleur film (grand prix), le meilleur réalisateur (prix de la mise en scène), le meilleur acteur et la meilleure actrice (prix d'interprétation masculine et prix d'interprétation féminine) de la compétition internationale. D'autres prix décernés par un jury de professionnels, d'artistes et d'intellectuels, apparaissent plus tard comme le prix du jury et surtout, récompense suprême, la Palme d'or qui remplace le grand prix en 1955.
Le Festival de Cannes fait partie des trois principaux festivals cinématographiques internationaux avec la Mostra de Venise et la Berlinale. Ces trois festivals reconnus pour leur prestige du point de vue de la critique cinématographique ont tendance à être opposés aux Oscars du cinéma américains.
Il est également désigné, localement, sous l'acronyme « FIF » (Festival international du film), notamment par les professionnels de l'hôtellerie.
Le 23 mars 2022, le conseil d’administration de l’Association française du Festival international du film nomme comme présidente du Festival de Cannes Iris Knobloch. Elle succède à Pierre Lescure.

## Histoire

### Genèse et première édition annulée (1939)

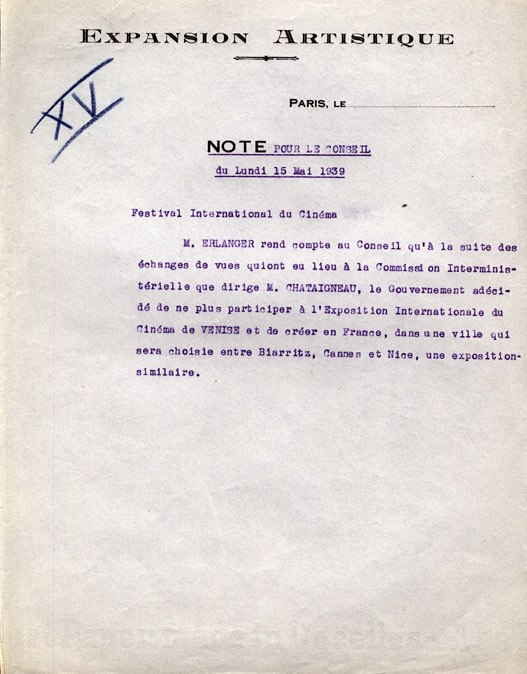
Note de 1939 avec la décision du gouvernement français de ne plus participer à la Mostra de Venise, mais d’organiser son propre festival à Biarritz, Cannes ou Nice.

La France ressent dès l'Exposition universelle de 1937 le désir de consolider son prestige culturel en organisant une compétition internationale de films. À la fin des années 1930, choqués par l’ingérence des gouvernements nazi allemand et fasciste italien dans la sélection des films de la Mostra de Venise — inaugurée en août 1938 par Joseph Goebbels, ministre de la Propagande du Reich —, Philippe Erlanger, directeur de l'Association française d'action artistique, et les critiques de cinéma Émile Vuillermoz et René Jeanne, tous trois membres du jury international de la Mostra, soumettent à Jean Zay, ministre de l'Éducation nationale et des Beaux-arts (qui a conservé dans le nouveau gouvernement son portefeuille du Front populaire) et Albert Sarraut, ministre de l'Intérieur, l'idée d'un festival international de cinéma, politiquement indépendant, en France,. Jean Zay, intéressé par la proposition, donne une réponse favorable le 26 décembre 1938 et est encouragé par les Américains et les Britanniques qui ont boycotté la Mostra de Venise : Harold Smith, représentant à Paris de la Motion Picture Association of America et Neville Kearney, délégué officiel du cinéma britannique en France, s'engagent à soutenir ce « festival du monde libre » et à y amener des vedettes. Le festival se veut un partenariat franco-américain qui crée le plus grand marché du film mondial.
Plusieurs villes françaises de villégiature disposant des capacités d'accueil en hôtellerie sont candidates, Aix-les-Bains,, Biarritz, Cannes, dont Henri-Georges Clouzot apprécie l’agrément et l’ensoleillement, Le Touquet et Vichy mais aussi d'autres villes hors de France métropolitaine, Alger, Lucerne et Ostende[réf. nécessaire]. Finalement, le responsable du projet, Philippe Erlanger, qui forma l'idée du festival dans le train lors de son retour de la Mostra de Venise en 1938, retient deux villes : Biarritz et Cannes, les autres ne pouvant en quelques mois construire et aménager une salle de projection pouvant accueillir un millier de spectateurs. Les comités de tourisme et les directeurs de palace des deux villes se livrent alors une bataille pour obtenir le festival. Deux personnalités cannoises, les directeurs de palaces Henri Gendre, propriétaire du Grand Hôtel, et Jean Fillioux, propriétaire du Palm Beach, mettent en avant leurs chambres, leurs équipements ainsi que la salle de projection du Casino municipal de Cannes pouvant accueillir un millier de spectateurs. Le gouvernement décide alors de créer un comité de coordination composé des représentants des différents ministères concernés par le festival, pour étudier les atouts de chaque ville, envoyer ses représentants sur place et les départager. Alors que la rumeur donne Cannes gagnante, c'est Biarritz qui est choisie le 9 mai 1939 pour des raisons financières, cette ville ayant décidé de verser une subvention.
Mais la ville de Cannes contre-attaque. Les directeurs des palaces recontactent les ministères et le comité décide de réétudier le dossier. La ville de Cannes s'engage à augmenter sa participation financière à 600 000 francs, à mettre à la disposition du comité ses salles de réception et promet de construire un palais spécialement destiné au festival. Biarritz fait une contre-offre mais pas suffisante et décide finalement de retirer sa candidature. Le festival est officiellement attribué à Cannes avec la signature le 31 mai 1939 d'un contrat entre cette ville et l'État.
Philippe Erlanger est le premier délégué général du Festival.
En 1939, la sélection française est arrêtée et comprend L'Enfer des anges de Christian-Jaque, La Charrette fantôme de Julien Duvivier, La Piste du Nord de Jacques Feyder et L'Homme du Niger de Jacques de Baroncelli.
Parmi les films étrangers figurent Le Magicien d'Oz de Victor Fleming, Pacific Express (Union Pacific) de Cecil B. DeMille, Au revoir Mr. Chips (Goodbye Mr Chips) de Sam Wood et Les Quatre Plumes blanches (The Four Feathers) de Zoltan Korda.
Le peintre Jean-Gabriel Domergue, cannois d'adoption — dont la villa, léguée après le décès de sa femme à la municipalité de Cannes, est mise, depuis les années 1990, à la disposition du comité pour les délibérations du jury — crée la célèbre affiche du 1er Festival qui montre une femme applaudissant, le dos nu, la chevelure luxuriante, aux côtés d'un homme en habit, les deux premiers spectateurs du Festival,,. La « Coupe Lumière », du nom de Louis Lumière, président d'honneur du « festival du monde libre », ainsi nommée pour s'opposer à la coupe Mussolini de la Mostra de Venise, doit récompenser le meilleur film,.
Dès le mois d'août, les vedettes affluent et la Metro-Goldwyn-Mayer affrète un paquebot transatlantique pour amener les stars d'Hollywood : Tyrone Power, Gary Cooper, Annabella, Norma Shearer et George Raft. On prévoit des fêtes ; inspirés par le film Quasimodo, les Américains projettent de construire une réplique de Notre-Dame de Paris sur la plage de Cannes. Le 1er septembre, jour de l'ouverture, les troupes allemandes pénètrent en Pologne, et le Festival est définitivement annulé. Une seule projection a lieu à titre privé, avec le film américain Quasimodo de William Dieterle .

### Débuts du Festival

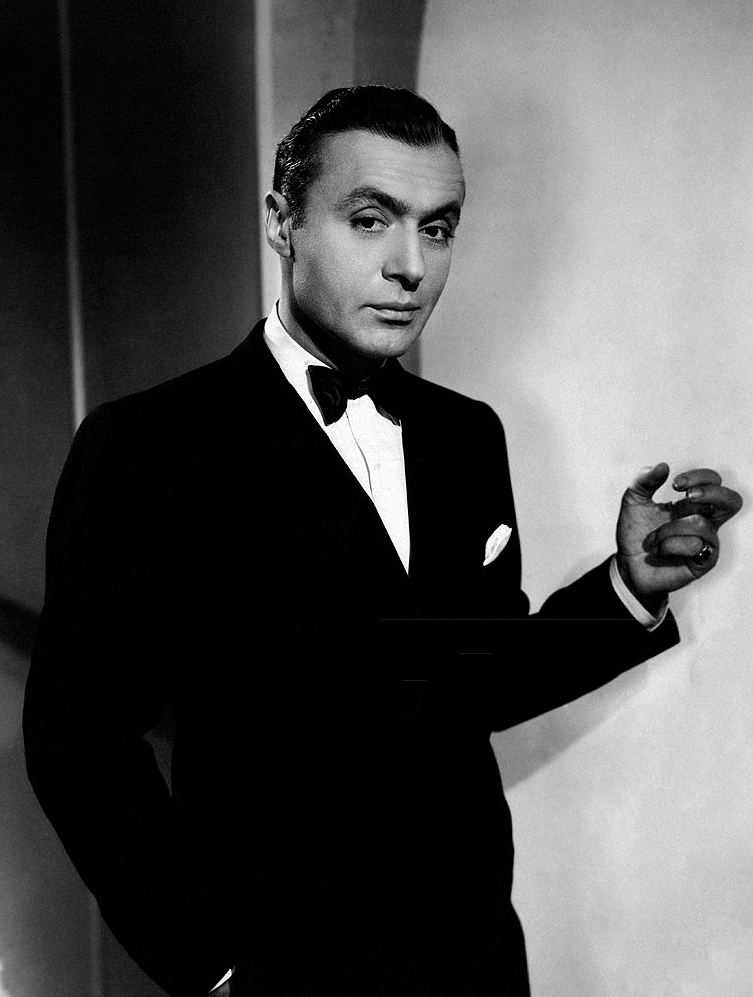
Charles Boyer, ici dans Elle et lui (1939), est le narrateur de La Bataille du rail de René Clément, Palme d'or du premier festival en 1946.

La première édition du Festival se déroule à l'automne, après la guerre, du 20 septembre au 5 octobre 1946, dans les salles du Casino municipal de Cannes, sur les volontés de Philippe Erlanger, chef du service des Échanges artistiques au ministère des Affaires étrangères, et de la Confédération générale du travail (CGT), dont le réalisateur Louis Daquin est membre.
Le Service cinématographique des armées (SCA) et le Comité de libération du cinéma français (CLCF) ont fait partie des premiers producteurs juste après la guerre ou même pendant les derniers épisodes de celle-ci. Le CLCF a notamment filmé des actions réelles de Résistants. Les « premiers films libres » sont ainsi inspirateurs de l'image de la Résistance intérieure française au cinéma.
Sur fond de pénurie de pellicule et d'électricité, la coopérative du CLCF a produit quelques films à gros succès, dont La Bataille du rail de René Clément, avec l'aide de la SNCF, et Le 6 juin à l'aube de Jean Grémillon.
Le ministère des Affaires étrangères et la ville de Cannes,, prennent en charge le financement.
Il est un temps question que le Festival de Cannes et la Mostra de Venise aient lieu chaque année en alternance. La France et les professionnels du cinéma ignorent cet accord. En 1946, le Festival est un succès et les cinéastes attendent une nouvelle édition en 1947. Lorsque l'accord est dévoilé, il est vivement critiqué : certains parlent d'une « capitulation de la France », d'après le magazine La Technique française.
Le gouvernement refuse de financer un festival annuel et le Palais des Festivals est construit dans la précipitation par le syndicat pour accueillir l'édition de 1947. Encore aujourd'hui, la Fédération CGT des syndicats du spectacle siège au conseil d'administration du Festival. Cette année, les organisateurs du Festival décident que le jury se compose d'un représentant par pays.
Le Palais des Festivals (également appelé palais Croisette), construit grâce au maire de Cannes, le docteur Raymond Picaud (fils du docteur André Picaud et de Marthe Pabot du Chatelard) est inauguré le soir du 11 septembre 1947 (le Festival dura du 12 au 25). La toiture, inachevée, s'envole lors d'un orage à la fin du Festival. Le bal de clôture et la remise des prix ont lieu au Casino municipal.
Robert Favre Le Bret rejoint la direction du Festival en 1947 et instaure le principe de la commission de sélection : le Centre national de la cinématographie doit donner à la commission de sélection les dates et règlements des autres festivals internationaux en précisant les délais de l'envoi des films. Les producteurs sont ensuite informés et peuvent envoyer leurs films à la Commission, qui établit ensuite la sélection. Ces films doivent alors être conformes aux règles de censure de l'époque. Pendant la Guerre froide, la liste est validée par le ministère chargé de la Cinématographie et celui des Affaires étrangères. Ainsi, durant l'année 1947, le Festival s'institutionnalise et trouve ses marques au sein de l'Europe, où les festivals de cinéma se multiplient. Le Festival n'a pas eu lieu en 1948 ni en 1950, officiellement en raison de problèmes budgétaires, et peut-être à cause d'un contrat avec la Mostra de Venise qui les faisait se dérouler en alternance un an sur deux.
Depuis 1951, le Festival a lieu durant le printemps, et abandonne une date proche de celles de la Mostra de Venise et du Festival de Locarno. La Palme d'or est créée en 1955, à l'initiative de Robert Favre Le Bret, pour remplacer le « grand prix du Festival international du film » que l'on décerne au réalisateur du meilleur film de la compétition. Le délégué général réunit le conseil d'administration et invite des joailliers de toute l'Europe présenter le trophée de la Palme d'or. Le conseil opte pour un dessin de Lucienne Lazon. La première Palme est remise cette même année à Delbert Mann pour Marty. Le grand prix reprend sa place de 1964 à 1974 puis disparaît à jamais au profit de la Palme d'or.
À partir des années 1950, Cannes devient le plus grand événement du cinéma mondial. Peu à peu, comme le souhaite le critique André Bazin, le festival s'occupe plus de cinéma, et moins de mondanités, de patriotisme et de diplomatie (jusque dans les années 1970, les ambassades présentaient les films choisis par leur gouvernement). De grands cinéastes y présentent des œuvres majeures : Roberto Rossellini, Federico Fellini, Ingmar Bergman, Elia Kazan, Joseph L. Mankiewicz, Robert Wise, William Wyler, Michelangelo Antonioni, Vittorio De Sica, Andrzej Wajda, Satyajit Ray, Luis Buñuel et Akira Kurosawa.

### Nouvelles ambitions
En 1959, le prix de la mise en scène récompense François Truffaut pour Les Quatre Cents Coups, qui fustigeait quelques années auparavant un festival de promotion et de théâtre politique condamné à disparaître. Alain Resnais présente en parallèle Hiroshima mon amour qui choque, trois ans après le scandale de son documentaire sur les camps de concentration Nuit et Brouillard. La nouvelle vague est lancée.
Cette même année a lieu le premier marché du film, qui facilite les échanges entre vendeurs et acheteurs de l'industrie du cinéma, et est devenu la première plate-forme mondiale pour le commerce international du film. En 2007, il a accueilli plus de 10 000 participants provenant de 91 pays.
Dans les années 1960, la notion de « film de festival » fait débat mais on découvre des réalisateurs dont le talent est immédiatement reconnu et le travail largement récompensé : Andreï Tarkovski, Miklós Jancsó, István Szabó ou encore Glauber Rocha.
En 1962 a lieu la première Semaine internationale de la critique, créée afin « de mettre à l’honneur les premières et deuxièmes œuvres des cinéastes du monde entier ». La Semaine internationale de la critique visionne d'autres films que les sept courts et sept longs métrages en compétition. Ainsi François Ozon, Alejandro González Iñárritu, Julie Bertuccelli et Éléonore Faucher y ont été découverts. En 1965, le Festival rend hommage à Jean Cocteau, décédé le 11 octobre 1963, en le nommant président d'honneur du Festival à vie. L'année suivante, Olivia de Havilland est la première femme à présider le jury.
Le Festival de Cannes 1968 est interrompu le 19 mai. Les séances de projections officielles du Festival sont annulées à cause de manifestants étudiants. Dès le 13 mai, les étudiants envahissent le Palais des Festivals. Le 18 mai, François Truffaut, Jean-Luc Godard, Claude Lelouch, Claude Berri, Roman Polanski, Louis Malle et Jean-Pierre Léaud se mêlent au mouvement étudiant qui agite Cannes. Ils se révoltent aussi contre le ministre de la culture André Malraux qui démet alors Henri Langlois de son poste de directeur de la Cinémathèque française. Pour aider ces célébrités, Alain Resnais, Carlos Saura et Miloš Forman retirent leur film de la compétition. Le Festival est pris d'assaut et devient le théâtre d'affrontements politiques. Le 19 mai, les organisateurs annulent le Festival.

### Changements majeurs
En 1969, Pierre-Henri Deleau crée la Quinzaine des réalisateurs qu'il dirige trente ans. Cet événement est créé pour présenter des films étrangers réalisés par des cinéastes méconnus, qui ne font pas partie de la sélection. La maxime de la Quinzaine est « Cinéma en liberté ». Pour sa première édition, l'événement est organisé en à peine deux mois, pas assez pour sélectionner les films : 62 longs métrages et 26 courts métrages sont projetés gratuitement, accessibles à tous. La Première charge, du Cubain Manuel Octavio Gómez, qui ouvre la première édition de la Quinzaine, reçoit immédiatement après sa projection une attention médiatique remarquée.
En 1977, la Quinzaine des réalisateurs met Henri Langlois, décédé le 13 janvier 1977, au premier plan sur l'affiche du Festival. De 1981 à 1983, la Quinzaine lance la section Super 8, sans grand succès.
En 1972, Robert Favre Le Bret est nommé président et Maurice Bessy est élu délégué général. Avant cette date, les films présentés au Festival sont choisis par les États. Maurice Bessy instaure un comité de sélection pour la France et un pour le cinéma international. Ce système pose problème pour la sélection du Festival de Cannes 1972. L'année suivante est inaugurée la section Perspectives du cinéma français, aujourd'hui disparue. Les plus grandes modifications ont lieu en 1978.
Gilles Jacob arrive alors au poste de délégué général du Festival et crée la Caméra d'or qui récompense le meilleur premier film de toutes les sections par l'intermédiaire d'un jury indépendant. Le gagnant se voit alors offrir un réseau d'affichage publicitaire grâce à un partenariat établi avec les affichages Dauphin, partenaire officiel du festival. Il met également sur pied une nouvelle section de la sélection officielle, Un certain regard, qui aide les films en marge de la distribution. Un film en ressort gagnant parmi 20 sélectionnés. Le Cinéma de genre est souvent mis à l'honneur dans cette section. De plus, Gilles Jacob réduit la durée du Festival de 15  à   13 jours (il passe plus tard à onze jours) et diminue le nombre de films sélectionnés. Sous son impulsion, le festival défend la liberté d'expression et de création contre la volonté de régimes autoritaires d'imposer leurs films officiels. Il prend aussi parti contre la censure et les pressions internationales. De fait, les réalisateurs Carlos Saura, Luis García Berlanga et Juan Antonio Bardem luttent mieux contre les prescriptions de la dictature franquiste, et le Géorgien Otar Iosseliani, bien accueilli par les festivaliers, évite les foudres de Moscou. Des cinéastes issus de pays en voie de développement comme le Malien Souleymane Cissé peuvent trouver une audience internationale, et le financement et la diffusion de leurs œuvres peuvent être facilités.
Le festival devient une manifestation autonome. D'autres modifications surviennent, surtout dans la constitution des jurys. En grande partie composé de membres de l'Académie française aux débuts du festival, le jury est désormais essentiellement constitué de célébrités de l'industrie du cinéma. Cette orientation est prise dès les années 1960 : après que Georges Simenon, président du jury en 1960, couronne La dolce vita de Federico Fellini sous les huées du public ; Fritz Lang est le premier grand cinéaste à présider le jury en 1964 et consacre Jacques Demy avec Les Parapluies de Cherbourg. Même si les jurés sont parfois des artistes n'appartenant pas au monde du 7e art ou des intellectuels (journalistes, écrivains, critiques, historiens du cinéma…), le président du jury est aujourd'hui obligatoirement une personnalité du cinéma internationalement reconnue. Le dernier non-professionnel à avoir présidé le jury est l'auteur américain William Styron en 1983.

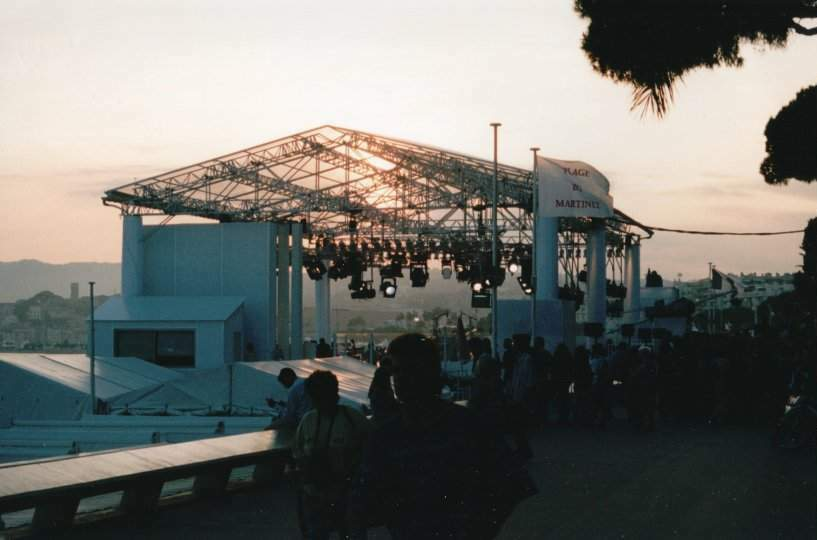
Studio de télévision annuel Canal+ sur la plage de l'Hôtel Martinez pendant le Festival de Cannes.

À la télévision, le Festival est couvert par Antenne 2 dans les années 1970 et 1980, puis Canal+ depuis les années 1990. Depuis 1993, les cérémonies d'ouverture et de clôture, pendant lesquelles un maître (ou une maîtresse) de cérémonie appelle sur scène les jurys et célébrités qui remettent les prix, sont télédiffusées en clair et en direct.
En 1983, le Palais des Festivals est remplacé par ce que les festivaliers appellent un « Bunker » de 10 000 m2, plus confortable et spacieux, qui est critiqué. Les travaux, pris en charge trop tard, manquent de provoquer l'arrêt du festival. Les prix de l'édition 1983 sont remis dans la poussière.
Pierre Viot est élu président du Festival en 1984, en remplacement de Robert Favre Le Bret. Gilles Jacob lui succède ensuite en 2001 et nomme Thierry Frémaux à son ancien poste de délégué général. En 2014, Pierre Lescure devient président du Festival à la suite du départ à la retraite de Gilles Jacob après la 67e édition.
L’année 2016 sonne un changement pour les affiches du Festival : jusqu'alors, elles représentaient une figure du cinéma. Cette année-là, c'est un film qui illustre la 69e édition du Festival, Le Mépris, de Jean-Luc Godard, où Michel Piccoli monte des marches avec la Méditerranée en fond.

### Cinéfondation
En 1998, Gilles Jacob a créé la Cinéfondation pour soutenir la création d'œuvres de cinéma dans le monde et permettre aux nouveaux cinéastes de côtoyer des célébrités. Chaque année, on accueille à Cannes une dizaine de réalisateurs ayant réalisé un ou deux courts métrages de fiction. Depuis sa création jusqu'en 2007, 70 cinéastes d'une quarantaine de pays ont ainsi participé au Festival. La Cinéfondation met à disposition des réalisateurs une résidence à Paris et une aide à l'écriture d'un scénario. De plus, elle leur offre 800 euros par mois, et un accès gratuit à plusieurs salles parisiennes. Depuis les années 2000 on a projeté plus de mille films d'étudiants, qui reflètent la diversité et le dynamisme des jeunes cinéastes.
L'Atelier est une section de la Cinéfondation, créée en 2005 afin de mettre en contact les jeunes réalisateurs avec des célébrités pour la production ou la distribution de leur film.
En 2002, le Festival international du film prend officiellement le nom de Festival de Cannes, qui le désignait couramment.

### Parité
En 2018, le festival est, avec la Quinzaine des réalisateurs et la Semaine de la critique, le premier à signer la Charte pour la parité et la diversité dans les festivals de cinéma portée par le Collectif 50/50. Il s'engage ainsi à fournir des statistiques genrées, en particulier sur le nombre de films soumis à sélection, de publier la liste des membres des comités de sélection et programmateurs et enfin de s'engager sur un calendrier de transformation des instances dirigeantes pour parvenir à la parfaite parité.

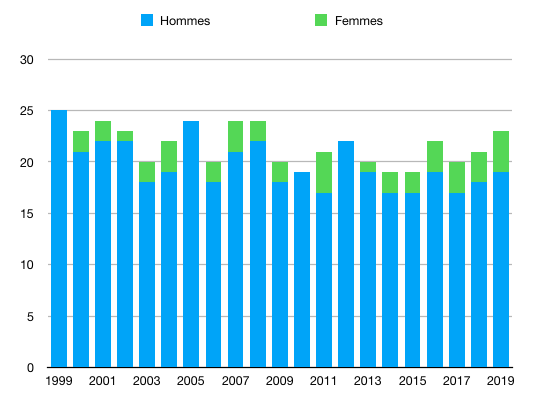
Graphique de comparaison des réalisateurs en compétition officielle au Festival de Cannes (1999-2019).

Sur les soixante-quatorze éditions du festival, onze femmes à peine ont exercé la fonction de présidente du Jury : Olivia de Havilland, Sophia Loren, Michèle Morgan, Ingrid Bergman, Jeanne Moreau, Françoise Sagan, Isabelle Adjani, Liv Ullmann, Isabelle Huppert, Jane Campion et Cate Blanchett.
La situation est semblable concernant les sélections. En 2018, à l'occasion du 50e anniversaire du festival et à la suite du mouvement MeToo, 82 femmes gravissent les marches du Palais des festivals de Cannes pour réclamer l'égalité des sexes dans l'industrie cinématographique. Elles représentent les 82 films réalisés par des femmes qui ont été admis en sélection officielle au cours des 71 années d'existence du festival, contre 1 866 films pour les hommes. En 2023, un nombre record de sept femmes sont admises en compétition, ce qui représente 33 % des réalisateurs en lice pour la Palme d'or, soit le pourcentage le plus élevé jamais atteint.
Quant aux lauréates, le constat est sans appel : seules trois réalisatrices ont reçu la Palme d'or. Ce sont la Néo-Zélandaise Jane Campion, pour La Leçon de piano en 1993 — en la partageant avec le cinéaste chinois Chen Kaige qui l'a obtenue ex aequo la même année pour Adieu ma concubine —, et deux Françaises, Julia Ducournau pour Titane en 2021 et Justine Triet pour Anatomie d'une chute en 2023.
Les Françaises Palmes d'or 2021 et 2023, Julia Ducournau et Justine Triet, font partie de la quinzaine de réalisatrices animant le collectif 50/50, fondé en février 2018 à l’initiative de l'association féministe Le Deuxième regard, à la suite de l'affaire Weinstein d'octobre 2017 dans le milieu du cinéma qui avait déclenché le mouvement MeToo. Le collectif 50/50 promeut l'égalité des femmes et des hommes et la diversité dans le cinéma et l'audiovisuel par le recours à des études chiffrées sur les inégalités salariales ou la proportion de femmes par métiers de la production cinématographique.

### Un festival toujours d'actualité
Au départ simple manifestation touristique et mondaine, le Festival de Cannes est devenu, au fil des années, le festival de cinéma le plus médiatisé au monde, notamment lors de la cérémonie d'ouverture et la montée des marches : le tapis rouge et ses vingt-quatre « marches de la gloire ».
Chaque année, durant la seconde quinzaine de mai, des cinéastes, des vedettes, des professionnels de l'industrie cinématographique (producteurs, distributeurs, vendeurs internationaux…) et des milliers de journalistes se déplacent à Cannes. Les principales projections ont lieu au palais des festivals et des congrès situé sur la promenade de la Croisette.
Depuis l'explosion mondiale du phénomène festivalier dans les années 2000, le Festival de Cannes, qui prévaut sur ceux de Venise et de Berlin, est concurrencé par le Festival de Toronto, qui a une approche plus commerciale et moins culturelle que Cannes. Néanmoins, le festival de Toronto se déroule en septembre et empiète plus sur la Mostra.
En 2007, pour la 60e édition (mais soixante et une années après sa première édition en 1946), le Festival fête ses soixante ans, et évoque son histoire en invitant Bernard Thibault, qui salue la volonté de « marquer sa fidélité à l'histoire d'un festival où la CGT est presque chez elle, même s'il a beaucoup changé ». Un film à sketch, Chacun son cinéma, est organisé à cette occasion, 35 réalisateurs mettent en scène des courts métrages sur la salle de cinéma.
Le Festival projette à cette occasion son film le plus long, The War de Ken Burns, un documentaire sur la Seconde Guerre mondiale de 14 h, battant Parsifal (4 h 40 min) et Nos meilleures années (6 h). De plus, Luc Besson, ancien président du Festival de Cannes 2000, crée le Festival Cannes et Banlieues, dont le slogan est : « Si tu ne peux pas aller à Cannes, c'est Cannes qui viendra à toi ! », afin d'organiser dans plusieurs villes de banlieue parisienne des projections de films de la sélection officielle, accompagnées d'un court métrage retraçant les 60 ans du Festival de Cannes.
En 60 ans, le Festival de Cannes a promu de nouveaux réalisateurs et cinématographies. Le numérique fut récemment installé dans les salles cannoises, et les cinémas de genre et d'animation font maintenant partie de la sélection.
En 2014, nouvelle ère pour le Festival, Gilles Jacob devient président d'honneur après 38 ans de direction du Festival, son successeur est Pierre Lescure. Ce dernier est réélu en 2017, puis en 2020.
En 2017, le festival fête sa 70e édition, en invitant des cinéastes palmés et organise des projections de séries télévisées de cinéastes habitués du festival. Cette édition est marquée par le dilemme concernant Netflix et plus généralement les services de streaming dont les films ne sont pas diffusées dans les salles.
L'édition 2022 est la dernière pour Pierre Lescure qui passera le relais de la présidence du Festival de Cannes à Iris Knobloch le 1er juillet 2022.
Dans les années 2020, la sélection officielle se veut le reflet de la production cinématographique mondiale. La compétition met généralement en exergue le cinéma d'auteur ou de recherche. À l'époque, ce sont une soixantaine de personnes qui travaillent à l'année pour l'organisation du festival, un nombre qui croît jusqu'à 700 personnes durant les semaines de festival. D'après Mediapart, « pour une vingtaine de jours de travail, la rémunération d’un assistant est de 2 300 euros brut, à raison de 48 heures hebdomadaires. Les équipes de projection bénéficient, elles, d’un taux horaire de 18,50 euros brut par heure ».
En 2023, le quotidien britannique The Guardian titre son article sur Justine Triet, la gagnante de la Palme d'or qui a critiqué la « répression » des manifestations contre la réforme des retraites. Le journal observe un peu plus tard que la lauréate du prestigieux prix « a déclenché une polémique politique » par une attaque « contre les politiques culturelles du gouvernement français » suivie d'une contre-attaque de la ministre de la Culture, Rima Abdul Malak,.

## Organisation

### Sections
Le Festival projette au total au moins 80 films répartis dans différentes sections.

#### Sélection officielle
- Compétition des longs métrages : rassemble une vingtaine de longs métrages chaque année, c'est la section la plus réputée, la plus médiatisée avec de nombreux cinéastes expérimentés ou habitués du festival.
- Hors-Compétition : des longs métrages, souvent grand public et à gros budget, sont présentés dans des galas mais également dans des séances spéciales, séances de minuits, films d'ouverture et de clôture.
- Un certain regard : la section fut créée en 1978 mais resta non compétitive jusqu'en 1998, quand fut fondé le prix Un certain regard ainsi que des prix annexes variant chaque année. La section propose souvent une vingtaine de films de cinéastes débutants (les premiers films sont courants dans un certain regard mais rares en compétition) mais peut aussi proposer des films en marge, expérimentaux, venant parfois de grands cinéastes.
- Courts métrages : les films de moins de 15 min y sont projetés pour la Palme d'or du court métrage.
- Cinéfondation : depuis 1998, les films de moins d'une heure, venant de différentes écoles de cinéma, y sont projetés et sont aidés à la production grâce à l’atelier de la cinéfondation.
- Cannes Classics : depuis 2004, projette plusieurs films anciens, voire classiques, de cinéastes cultes.
- Cinéma de la Plage : depuis 2001 des projections thématiques en plein air sont offertes tous les soirs au public des Cannois et des festivaliers.

#### Sections parallèles
D'autres organismes créèrent leurs propres sections qui ne sont pas rattachées avec l'institution officielle du festival mais qui se déroulent durant celui-ci.

##### Semaine de la critique
La Semaine de la critique fut créée en 1962 par le Syndicat français de la critique de cinéma. Ce syndicat rassemble des centaines de critiques et remet chaque année ses prix dans divers domaines cinématographiques.
La particularité de cette section est de ne sélectionner que des premiers et seconds films de cinéastes, afin de les faire découvrir aux festivaliers, et bien souvent d'être ensuite sélectionné en compétition officielle. Plusieurs grands cinéastes furent découverts même s'ils ne peuvent plus concourir dans cette section. En 1988 apparut la sélection des courts métrages (qui ne sont pas obligatoirement les premiers films de leurs auteurs). Seuls une dizaine de longs métrages et une dizaine de courts sont sélectionnés afin que chacun ait une plus grande visibilité.
Un grand prix est attribué au meilleur film de la section. Jusqu'en 2009, il était décerné par les journalistes conviés, depuis 2010, un jury composé de cinéastes et critiques récompense le film. D'autres récompenses sont apparues dans les années 2000 mais il s'agit de prix remis avec des partenaires ou des organismes extérieurs.

##### Quinzaine des cinéastes (appelée «Quinzaine des réalisateurs» jusqu’en juin 2022)
La section, non compétitive, quinzaine des cinéastes, fut créée en 1969 par la société des réalisateurs de films. Il s'agit d'un désir de marginalisation après mai 68 qui entraîna l'interruption du festival la même année.
La quinzaine sélectionne une vingtaine de longs métrages et une dizaine de courts, sans restrictions, de différents milieux.
À l'exception de la Caméra d'or et des prix décernés par un jury et des partenaires indépendants (tel le CICAE et l'Europa cinema award), la section est non compétitive. La seule récompense remise par la société des réalisateurs de films est le Carrosse d'or, une distinction honorifique pour un réalisateur.

##### Programmation ACID
La section non compétitive « Programmation ACID » fut créée en 1993 par l'Association pour le cinéma indépendant et sa diffusion.
Rassemblant une dizaine de longs métrages et quelques courts, la section sélectionne souvent des œuvres de cinéastes débutants, dont beaucoup n'ont pas de distributeurs.
La section est plus en marge que les autres : les premiers films ne sont pas éligibles à la Caméra d'or et il est rare que les prix multi-sélections prennent en compte l'ACID.

### Sélection d'un film
Le public découvre la sélection finale, qui comprend une vingtaine de longs métrages en compétition, un mois avant le Festival : certains films sont choisis tardivement, et d'autres sont réservés officieusement depuis plusieurs mois pour que le Festival ait l'exclusivité de diffusion. Un long métrage a la possibilité d'être sélectionné sans que le montage final soit achevé et une version intermédiaire (work in progress) est présentée. Un film ne peut être sélectionné à Cannes s'il a participé à un autre festival international, s'il a été diffusé sur Internet, s'il a été projeté en salles ou distribué ailleurs que dans son pays d'origine et si son tournage s'est achevé plus d'un an avant le début du Festival. La durée maximum d'un film court, sélectionnable pour la compétition du court métrage, est de quinze minutes. Une œuvre dont la durée varie entre quinze et soixante minutes ne peut être sélectionnée.
L'ancien délégué du Festival, Gilles Jacob, instaure dès sa première année à ce poste le principe du film surprise avec L'Homme de marbre de Andrzej Wajda. Le film, interdit en Pologne, a passé la frontière sous un faux titre. L'Homme de fer, du même Andrzej Wajda, a été sélectionné après le début de la compétition, alors que le festival suivait son cours,. Gilles Jacob a dit dans une interview pour Studio Magazine qu'il s'agit du « seul cas de figure où un autre candidat aurait pu protester ».
Depuis plusieurs années, il existe des compléments de sélection, si le film est fini de manière plus tardive, ou s'il y eut des hésitations, après la conférence de presse d'annonce de la sélection à la mi-avril. Les Palmes d'or de 2008 et 2017, Entre les murs et The Square, furent concernées par ce dispositif,,.
Avant la création de la « Détente » en 1972, le comité de sélection indépendant du Festival, les films de la compétition sont choisis par les États qui tentent ensuite de faire pression sur le jury.
Actuellement, il existe deux comités de sélection. L'un, créé par Gilles Jacob, visionne les films étrangers. Ce comité, qui reçoit les conseils de correspondants à l'international, est composé de quatre membres : un journaliste, un réalisateur, un cinéphile et Laurent Jacob, le fils de Gilles Jacob,. Le deuxième comité, dont les membres ne sont ni nommés ni connus, prend en charge les films français. Normalement, le règlement impose une limite de trois longs métrages français à la compétition mais par deux fois, une dérogation est prise à titre exceptionnel : lors du Festival 2011, The Artist est basculé en compétition à la dernière minute et devient le quatrième film français à y prendre part et, lors de l'édition 2013, l'organisation annonce que six productions françaises concourent pour la Palme d'or,. La même chose se reproduit en 2015, mais des polémiques ont fréquemment lieu sur la qualité de certains films et leur légitimité à être sélectionnés en compétition.
La sélection à Cannes délivre une attention médiatique et critique importante, d'où les nombreuses pressions et parfois les choix difficiles pour sélectionner un film,.
Les deux comités, soumis au secret professionnel et encadrés par Thierry Frémaux, visionnent plus de six films par jour,. Avec l'introduction des documentaires, du numérique, des films d'animation et des films de genre, le comité a visionné 3 200 longs métrages en 2005, et 4 000 en 2007. L'avis des membres du comité est consultatif et le délégué général a toujours la décision finale sur la sélection,. Selon Thierry Frémaux, il existe un comité de présélection pour faire un tri large avant la sélection. Et que la sélection commence dès la fin du précédent festival de Cannes, en prenant en compte le planning des tournages pour l'année suivante. Les journalistes utilisent ce calendrier pour faire des pronostics sur la sélection, en se basant sur les films prêts pour le festival et sur le statut du réalisateur qui peut être un « habitué » avec une sélection probable,,,.

### Prix décernés

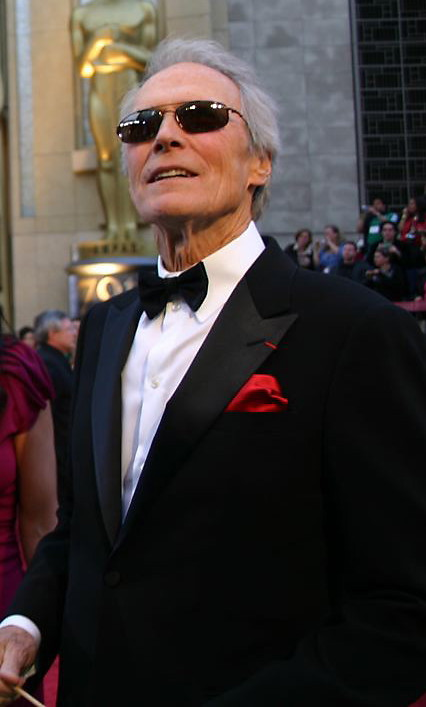
Clint Eastwood qui a reçu en 2008, le prix spécial du

Alors qu'en 1946, un grand prix est remis à un film sans mention particulière au genre, un prix du meilleur film est attribué, en 1947, par catégories : on retrouve celle des films d’aventure et policiers, des dessins animés, des films psychologiques ou d’amour, des films sociaux et des comédies musicales. C’est d'ailleurs la seule année où ce système de récompenses est utilisé. Dès le début, des prix pour la meilleure interprétation et la meilleure réalisation sont décernés. Dans les premières années, la compétition n'a pas d'importance réelle : le Festival cherche surtout à briller par son prestige mondain, touristique et diplomatique et la grande majorité des films sélectionnés est assurée de repartir avec un prix. Il faut attendre la décennie suivante pour que le palmarès cannois soit considéré par le monde culturel et valorise un nombre d’œuvres restreint.
Dans les années 1950, et particulièrement sous la présidence de Jean Cocteau, plusieurs prix à l'appellation fantaisiste sont décernés tels que le prix du film lyrique (1952), le prix international du film de la bonne humeur (1953) ou encore le prix International du film le mieux raconté par l'image (1953). Néanmoins, le prix du jury s'impose comme un classique et devient la seconde récompense majeure après le grand prix du Festival.
Avec l'arrivée de la Palme d'or en 1955, le titre des prix octroyés s'homogénéise même si l'on trouve encore un prix de l'humour poétique en 1957, décerné à Ingmar Bergman pour Sourires d'une nuit d'été. Dans les années 1960, le prix spécial du jury apparaît en complément du prix du jury et change régulièrement d'intitulé, entre « grand prix spécial du jury » et « grand prix du jury » avant d'être finalement « grand prix ». À l'origine il a la même valeur que la Palme, le premier allant au meilleur film dans la catégorie « Art et Essai » et la seconde au meilleur film destiné au grand public. Mais cette définition n'a jamais été comprise, ni vraiment appliquée par les jurys successifs et cette distinction est aujourd'hui définitivement perçue comme inférieure à la Palme d'or, même si elle reste l'honneur le plus important après celle-ci. Par la suite, il est de nouveau créé des prix-fantaisie pour récompenser des films n'ayant pas obtenu de récompenses « officielles » mais méritant tout de même, selon le jury, d'être mentionnés au palmarès. Ainsi, sont distribués le prix de la meilleure évocation d’une épopée révolutionnaire en 1963 à La Tragédie optimiste de Samson Samsonov, le prix du 20e Festival en 1966 à Falstaff d'Orson Welles et le prix de l'audace artistique pour Crash de David Cronenberg en 1996.
Ces prix sont, la plupart du temps, décernés de manière occasionnelle car le règlement du Festival n'interdit pas au jury de créer des récompenses alternatives. Ainsi, pour que Mort à Venise de Luchino Visconti, ne reparte pas bredouille en 1971, on lui attribue le prix du 25e anniversaire. Le réalisateur dira : « celui-là, au moins, personne d'autre ne l'aura ! ». Cette idée originale fait aujourd'hui partie de l'institution. Depuis, les membres du jury peuvent, s'ils le souhaitent, attribuer un prix spécial en l'honneur des grandes dates anniversaires du festival tous les cinq ans. Généralement, cette distinction couronne l'œuvre d'un grand metteur en scène présent dans la compétition : Michelangelo Antonioni (prix du 35e anniversaire), Federico Fellini (prix du 40e anniversaire), James Ivory (prix du 45e anniversaire), Youssef Chahine (prix du 50e anniversaire) et Gus Van Sant (prix du 60e anniversaire) ont eu droit à cet honneur. Pour récompenser la carrière de Clint Eastwood et de Catherine Deneuve, le jury présidé par Sean Penn a eu, dans cet esprit, l'autorisation de créer un prix spécial pour le 61e anniversaire en 2008. De même, la présidente du jury Isabelle Huppert a pu décerner un prix exceptionnel à Alain Resnais en 2009 pour souligner sa contribution majeure à l'histoire du cinéma. Ce dernier s'est déclaré surpris et ravi d'obtenir « un prix non attendu dans une catégorie tout à fait surprenante ».
Les jurés peuvent par moments innover sur l'attribution des récompenses conventionnelles : en 1983, le prix de la meilleure réalisation est remplacé par le grand prix du cinéma de création et est remis à l'unanimité à Robert Bresson et Andreï Tarkovski pour leurs films L'Argent et Nostalghia et l'ensemble de leurs carrières car le jury n'arrivait pas à les départager,. En 2006, les prix d'interprétation féminine et masculine, normalement décernés chacun à une seule personne, reviennent respectivement à toute la distribution de Volver de Pedro Almodóvar et Indigènes de Rachid Bouchareb.
Depuis 1955, le plus prestigieux des prix décernés à Cannes reste la Palme d'or, remise au meilleur film de la compétition. Le deuxième prix le plus prestigieux est donc le grand prix.
Le trophée de la Palme d'or est actuellement fabriqué par Chopard. Il est basé sur un rectangle de diamant. Des versions miniatures - dites « mini-palmes » - sont données pour les prix d'interprétation depuis 2000 et pour les autres prix depuis 2018. Les autres prix de la compétition officielle étaient alors sous forme de diplômes (tout comme les prix du certain regard et de la cinéfondation). Il n'y a pas de « Palme d'argent », contrairement à l'Ours d'argent de la Berlinale et au Lion d'argent de la Mostra. La Caméra d'or a aussi droit à un trophée stylisé.

#### Prix officiels
Ceci est la liste des prix remis par l’institution officielle. Tous sont remis durant la cérémonie de clôture (sauf les prix du certain regard et de la cinéfondation qui sont remis à part).
| Prix                                         | Description |               |
| -------------------------------------------- | --- | ------------- |
| Longs métrages de la compétition officielle  | - La Palme d'or, depuis 1955, est décernée au meilleur film - Le grand prix récompense au départ le film qui aura manifesté le plus de singularité ou d'esprit de recherche. Il revient aujourd'hui au second meilleur film - Le prix d'interprétation féminine est remis à la meilleure actrice - Le prix d'interprétation masculine est remis au meilleur acteur - Le prix de la mise en scène est remis à un réalisateur pour la qualité de son travail. - Le prix du scénario est remis à un scénariste pour la qualité de son travail. - Le prix du jury récompense un film apprécié du jury et faisant preuve d'originalité ou de nouveauté. | la Palme d'Or |
| Section Un certain regard                    | - Le prix Un Certain Regard récompense le meilleur film de la sélection parallèle - D'autres prix spéciaux sont remis au Certain Regard, mais les prix attribués changent annuellement selon le jury (prix du jury, prix spécial, prix d'interprétation…) | la Palme d'Or |
| Courts métrages de la compétition officielle | La Palme d'or du court métrage est décernée au meilleur court métrage | la Palme d'Or |
| Cinéfondation                                | Les prix de la Cinéfondation récompensent les meilleurs courts-métrages des étudiants d'école de cinéma | la Palme d'Or |
| Caméra d'or                                  | Elle récompense le meilleur premier film parmi ceux de la sélection officielle, de la Quinzaine des réalisateurs et de la Semaine de la critique. | la Palme d'Or |

#### Autres prix
Sauf les prix de la semaine de la critique, les autres prix sont remis par des organismes extérieurs au festival et aux sections parallèles. Ainsi le prix FIPRESCI ou le prix ACID consacrent le meilleur film selon un jury (ou vote des adhérents) à part. Certains de ces prix ne concernent qu'une seule sélection quand d’autres prennent en compte tous les films projetés. Et certains de ces prix consacrent des films selon des thématiques précises (l'altersexualité pour la Queer Palm, le journalisme pour le prix François-Chalais…).
- Le prix FIPRESCI est décerné par les critiques de cinéma pour soutenir un genre risqué, personnel ou original.
- Le prix de la jeunesse décerné par un jury-jeunes récompense un film, première ou seconde œuvre d’un cinéaste.
- La Palme Dog est un trophée humoristique récompensant le meilleur chien parmi les films sélectionnés.
- Le prix Orange par l'Association de presse, reçu par acteurs et actrices.
- Le Soleil d'or remis par la CCAS.
- Le prix du jury œcuménique est décerné pour la diversité culturelle d'un long métrage dont les qualités artistiques sont au service d'un message.
- Le prix de l'Éducation nationale est décerné, de 2003 à 2010, par un jury d'enseignants, d'élèves et de professionnels à un film de la sélection officielle jugé fort et pouvant faire l'objet d'une étude future ou d'un enseignement en classe[97]
- Le prix François-Chalais récompense un film voué aux valeurs du journalisme
- Le Trophée Chopard récompense un acteur et une actrice du cinéma, dans la catégorie révélation
- Le prix CST de l'artiste technicien, initialement nommé Grand prix technique, puis prix Vulcain de l'artiste technicien, qui a été créé en 1951. Il est décerné par la Commission supérieure technique de l'image et du son (CST).
- Le prix Roberto-Rossellini à une personnalité jouant un rôle humaniste à la manière de Roberto Rossellini
- Le Label Europa Cinemas assure l'octroi d'une aide à un film de la Quinzaine des cinéastes pour son exploitation en Europe
- La Queer Palm qui récompense un film pour son traitement des thématiques altersexuelles (homosexuelles, bisexuelles ou transgenres).
- Le prix Women in Motion, un programme du groupe Kering pour valoriser la place de la femme dans l'industrie du cinéma en place depuis 2015[98].

### Constitution du jury

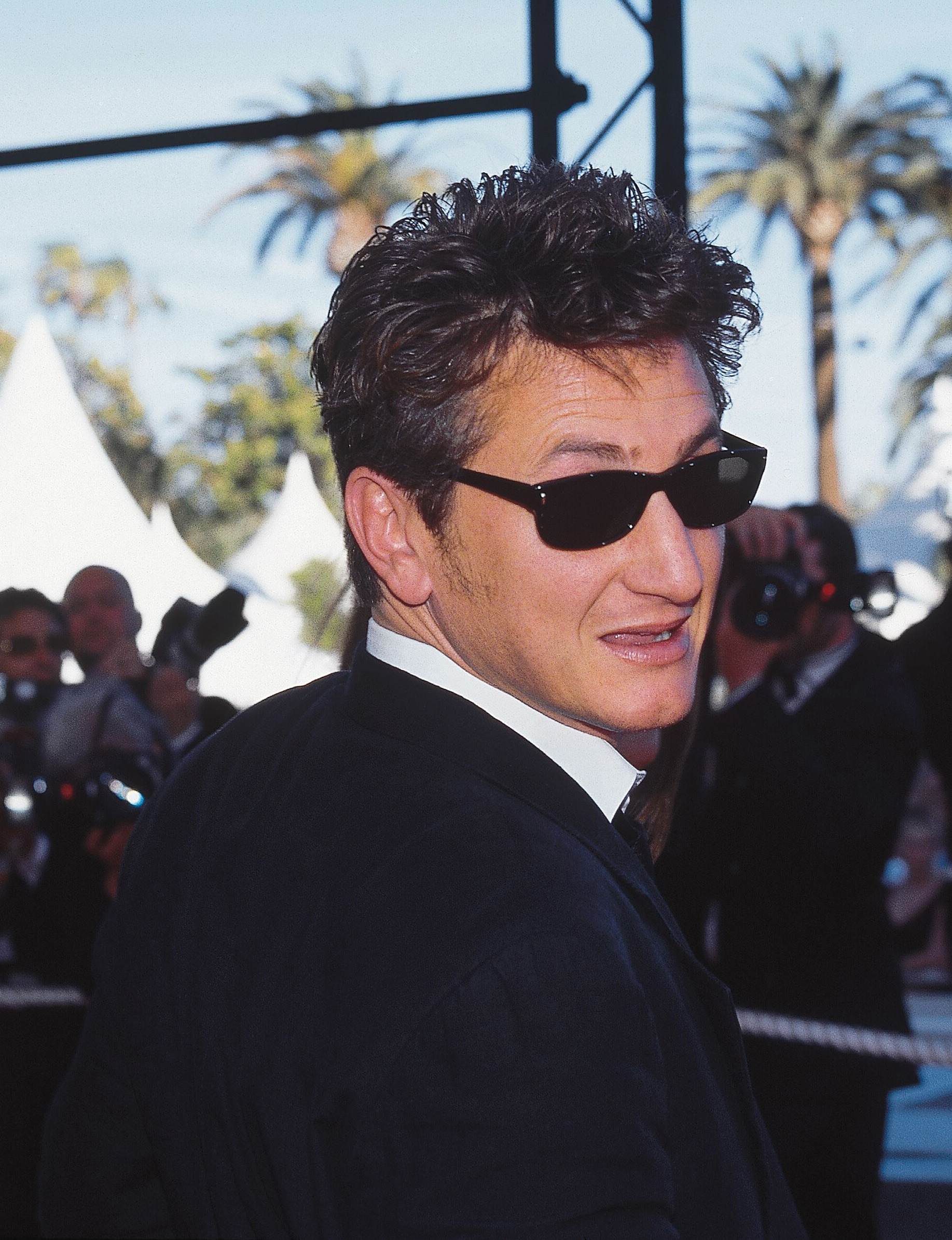
L'acteur et réalisateur américain Sean Penn, président du jury en 2008.

L'organisation du Festival compose les jurys de la compétition, du Certain Regard, de la caméra d'or et un jury s'occupant de la Cinéfondation et du court métrage.
Les jurés du long métrage attribuent les sept récompenses majeures : Palme d'or, grand prix, prix de la mise en scène, prix d'interprétation féminine et masculine, prix du scénario et prix du jury.
Le choix du président du jury se fait sur la légitimité : les réalisateurs de la compétition doivent être rassurés sur le fait qu'ils seront jugés par une personnalité de renommée mondiale, dotée d'une excellente connaissance du cinéma et d'un bon discernement. Selon Thierry Frémaux, délégué général, le président doit également avoir le niveau et la crédibilité de mener un jury, conduire des débats et élaborer un palmarès. Il se doit par ailleurs de tenir compte de l'avis de ses collègues et de se mettre à leur place. La nomination du président est faite à la suite de plusieurs propositions annuelles de la direction, formulées à l'automne puis soumises au conseil d'administration du festival qui les valide. En 2015, la direction innove avec une double présidence du jury, sans précédent dans l'histoire du Festival, tenue par les frères-cinéastes américains Joel et Ethan Coen. Les autres jurés, majoritairement issus de l'industrie du cinéma international, sont choisis ultérieurement selon leur degré de notoriété ou le niveau de reconnaissance par leurs pairs. De manière générale, un jury se compose selon plusieurs critères diplomatiques et artistiques : il doit être le reflet d'une certaine diversité, tant sur le plan des nationalités, des horizons (écrivains, critiques, artistes, historiens du cinéma…) que des sensibilités esthétiques. S'y côtoient alors aussi bien des vedettes que des personnes apparentées au cinéma de recherche.
Les personnalités françaises et étrangères appelées à composer le jury sont donc nommées par le président et le délégué général et leur choix est validé par le conseil d'administration. Ne peut en faire partie quiconque a participé ou est lié à la production, la distribution et la promotion d'un film en compétition.

### Règlement et délibérations

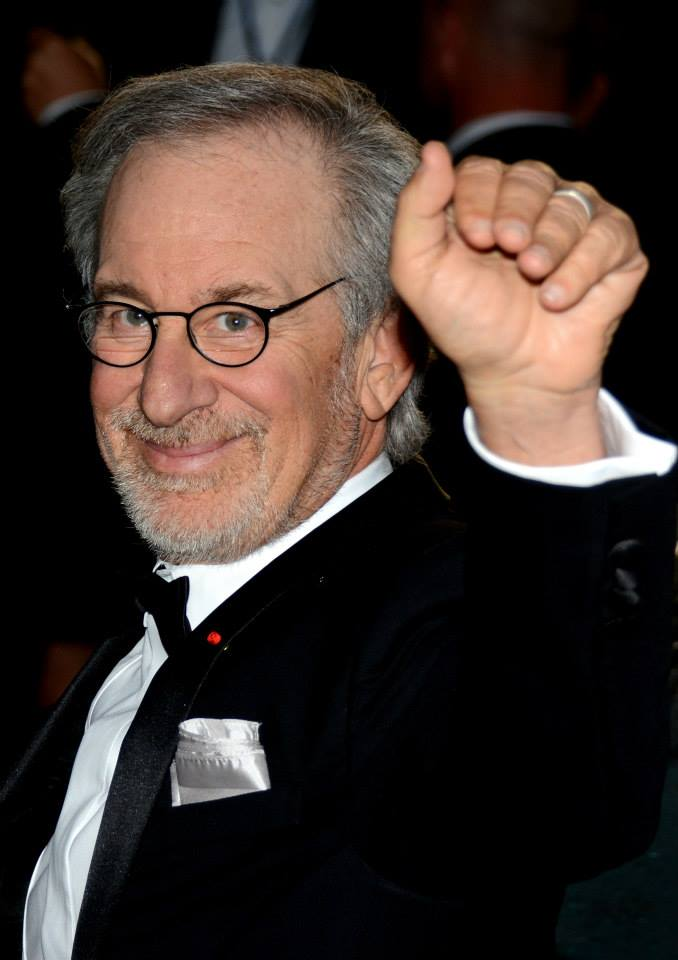
Le cinéaste américain Steven Spielberg, président du jury de l'édition 2013.

Le règlement concernant les délibérations a évolué avec le temps afin de pallier les excès. Après que Barton Fink, en plus de la Palme d'or, obtint les prix de la meilleure réalisation et de la meilleure interprétation masculine en 1991, les jurés n’eurent alors plus le droit de donner plusieurs prix à un même film. Seul l'un des deux prix d’interprétation pouvait s’ajouter à une autre récompense. Par trois fois, les membres du jury ont toutefois dérogé à la règle, à savoir en 1999 et en 2001 avec le grand prix et les deux prix d'interprétation attribués respectivement à L'humanité de Bruno Dumont et à La Pianiste de Michael Haneke puis en 2003, année où quatre films seulement ont été récompensés. Le président du jury Patrice Chéreau avait en effet, à ce moment-là, réclamé une « violation exceptionnelle du règlement » qu'il s'était vu accorder et trois films étaient repartis avec deux trophées chacun, dont Elephant de Gus Van Sant, auréolé de la Palme d'or et du prix de la mise en scène.
Depuis, pour assurer un certain équilibre du palmarès, le règlement s'est durci : le jury n'a droit qu'à une seule mention ex æquo pour un prix et cette disposition ne peut plus s'appliquer à la Palme d'or. De plus, une œuvre ne peut obtenir qu'une seule récompense au palmarès même si le film lauréat du prix du jury ou du prix du scénario peut éventuellement, et uniquement sur la délivrance d'une dérogation spéciale par le président du festival, recevoir l'un des deux prix d'interprétation en complément.
Le contenu des discussions du jury n'est pas révélé à la presse. Il n'est pas interdit aux jurés de lire les journaux ou de regarder la télévision, mais cela leur est fortement déconseillé. Ils arrivent à Cannes la veille de l'ouverture afin que leur soit expliqué le règlement. Il leur est défendu de révéler leur opinion à d'autres qu'eux ou de la rendre publique. La discrétion est la règle d'or et le secret des débats doit être gardé à jamais. Plusieurs mesures sont prises pour permettre aux délibérations de se dérouler dans une sérénité optimale et une extrême confidentialité. Les membres du jury choisissent l'horaire de la séance du film en compétition à laquelle ils souhaitent assister et sont amenés à la dernière minute dans la salle de projection. Ils sont ensuite raccompagnés avant que les lumières se rallument afin d'éviter rumeurs et conjectures. Néanmoins, la presse émet, chaque année, de nombreuses hypothèses sur les préférences du jury.
Il appartient au président du jury d'organiser les réunions préliminaires. En clôture des débats, les jurés procèdent à un vote à scrutin secret pour désigner les gagnants. La décision des votants est prise à la majorité absolue aux deux premiers tours de scrutin et à la majorité relative aux deux tours suivants. Le président du festival et le délégué général assistent aux délibérations, mais n'y participent pas. Ils veillent malgré tout à leur bon déroulement. Il est interdit au jury de prendre ses décisions avant le dimanche de la cérémonie de clôture et celles-ci ne sont révélées qu'au soir, lors de la proclamation du palmarès par le président du jury. Ce dernier n'a pas de double voix même s'il lui appartient de trancher en cas d'égalité. Toutefois, le choix du nombre impair de jurés (neuf au total) depuis les années 2000 évite ce problème. Le lieu de la délibération finale a longtemps été gardé secret pour éviter les fuites et les tentatives d'espionnage. À partir des années 1980, sauf rares exceptions, elle se déroulait dans la villa Domergue, ancienne demeure du peintre Jean-Gabriel Domergue et actuelle propriété de la mairie de Cannes, située sur les hauteurs de la ville. Le dernier jour du festival, le quartier était bouclé par la police et interdit aux photographes, aux badauds ou aux curieux. Le jury y passait la journée coupé du monde, privé d'Internet et de téléphones portables. Néanmoins, depuis 2013, les organisateurs changent une nouvelle fois de point de réunion et la nouvelle villa est à nouveau tenue secrète. Depuis 2004, les jurés ont la possibilité de s'exprimer sur leurs choix lors d'une conférence de presse suivant la remise des trophées, sans toutefois être autorisés à évoquer le contenu de leurs délibérations ni les longs métrages écartés du palmarès.
D'un point de vue logistique, le président et le délégué général du festival assistent aux délibérations afin de prendre connaissance tout au long de la journée des noms des vainqueurs, et de les contacter immédiatement pour leur faire savoir que leur présence est souhaitée le soir même, lors de la cérémonie de clôture.
Pour certaines vedettes, il est de coutume qu'elles ne soient que de passage au festival, lors d'un aménagement fait dans leur calendrier de tournage pour qu'elles puissent y présenter leurs autres films ; il s'agit donc pour elles de revenir à Cannes au plus vite afin de recevoir leur prix en propre. Cette tradition amène à de nombreuses spéculations lors de la dernière journée du festival, certains guettant les allées et venues à l'aéroport pour établir des pronostics sur les heureux élus.

### Direction du Festival
| Année | Président            | Délégué général                   | Délégué général                    | Secrétaire général |
| ----- | -------------------- | --------------------------------- | ---------------------------------- | ------------------ |
| 1949  |                      |                                   |                                    | Jean Touzet        |
| 1952  | Robert Favre Le Bret | Robert Favre Le Bret              |                                    | Jean Touzet        |
| 1972  | Robert Favre Le Bret | Maurice Bessy                     | Maurice Bessy                      | Jean Touzet        |
| 1977  | Robert Favre Le Bret | Gilles Jacob                      | Gilles Jacob                       | Jean Touzet        |
| 1984  | Pierre Viot          | Gilles Jacob                      | Gilles Jacob                       | Jean Touzet        |
| 1985  | Pierre Viot          | Gilles Jacob                      | Gilles Jacob                       | Michel P. Bonnet   |
| 1991  | Pierre Viot          | Gilles Jacob                      | Gilles Jacob                       | François Erlenbach |
| 2000  | Gilles Jacob         | Directeur général Véronique Cayla | Délégué artistique Thierry Frémaux | François Erlenbach |
| 2005  | Gilles Jacob         | Catherine Démier                  | Délégué artistique Thierry Frémaux | François Erlenbach |
| 2007  | Gilles Jacob         | Thierry Frémaux                   | Thierry Frémaux                    | François Erlenbach |
| 2014  | Pierre Lescure       | Thierry Frémaux                   | Thierry Frémaux                    | François Erlenbach |
| 2017  | Pierre Lescure       | Thierry Frémaux                   | Thierry Frémaux                    | François Erlenbach |
| 2020  | Pierre Lescure       | Thierry Frémaux                   | Thierry Frémaux                    | François Erlenbach |
| 2022  | Iris Knobloch        | Thierry Frémaux                   | Thierry Frémaux                    | François Erlenbach |

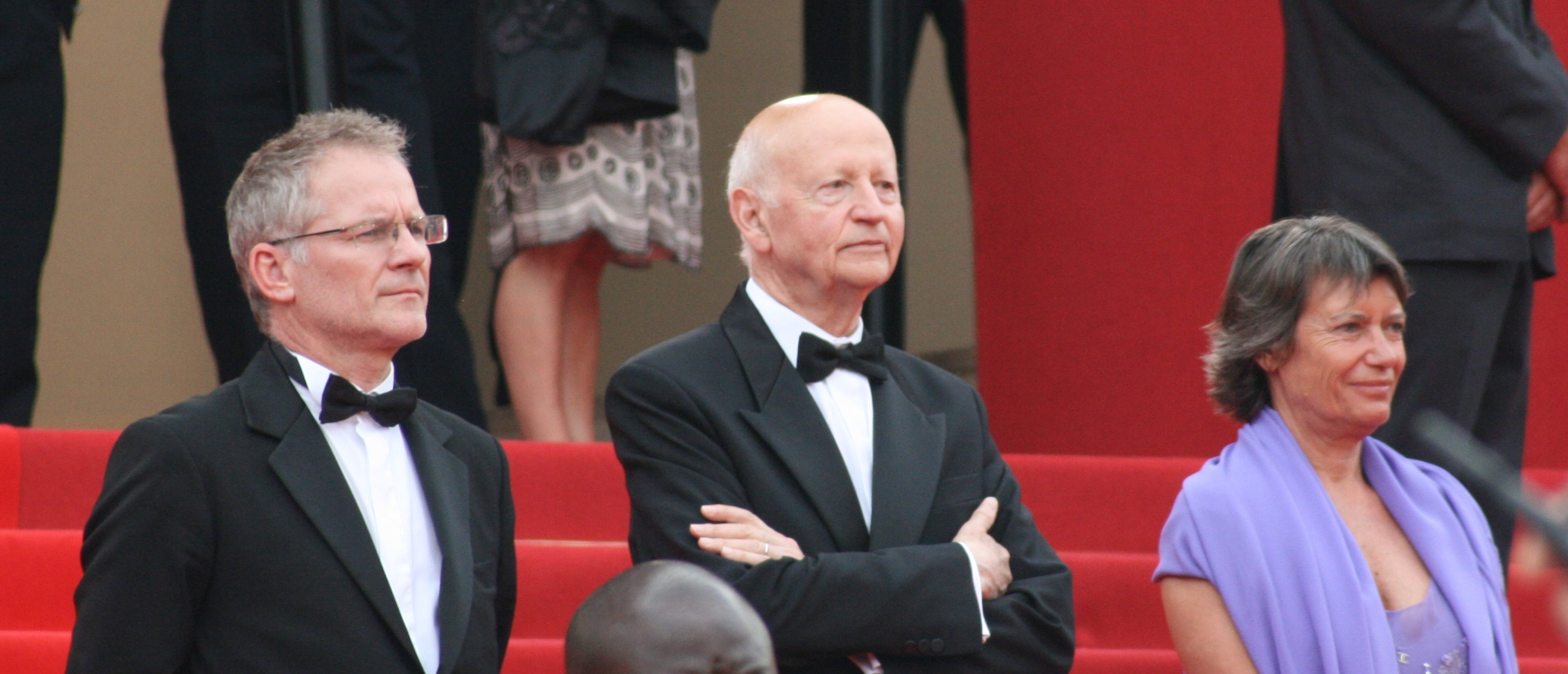
Thierry Frémaux, Gilles Jacob et Véronique Cayla, accueillant les équipes invitées au Festival de Cannes 2009.

Le Festival de Cannes est dirigé par plusieurs personnes, aux postes très différents. Les diverses fonctions qu'exige Cannes s'expliquent par l'évolution et de la croissance du Festival. Jusqu'en 2000, deux personnes se chargent de la direction : le président et le délégué général qui occupe à la fois les places de directeur général et de délégué artistique. Le secrétaire général est placé à l'intendance. Le président est élu par le conseil d'administration du Festival, officiellement nommé « Association française du Festival international du film ». Cette instance repose sur un équilibre entre le monde du cinéma et les pouvoirs publics. Elle comprend 28 membres dont deux représentants de l'exécutif : un délégué du ministère de la Culture et un du ministère des Affaires étrangères puis des représentants de l'Assemblée nationale et du Sénat et enfin des professionnels du cinéma : producteurs et distributeurs mais aussi des membres de sociétés d'auteurs comme l'ARP (société civile des auteurs-réalisateurs-producteurs) ou la SACD (Société des auteurs et compositeurs dramatiques) et de syndicats influents dans le monde du spectacle tels que la CGT.

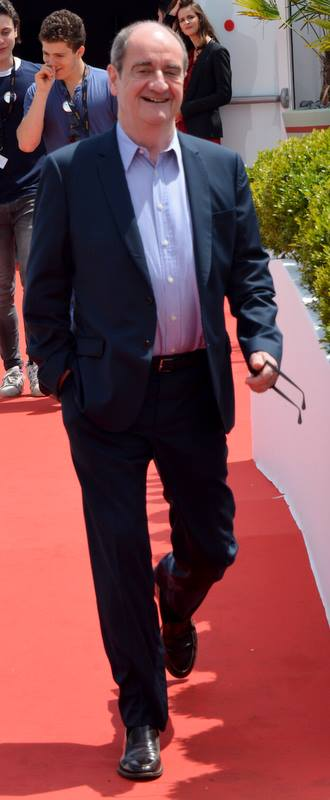
Pierre Lescure, président de 2015 à 2022.

Le président bénéficie d'un mandat de trois ans renouvelable. Il nomme les membres de son équipe, dont le Délégué général, avec l'aval du conseil d'administration qui décide, ou non, de les reconduire dans leurs fonctions,.
Le tableau ci-dessus présente les personnes qui ont occupé ces fonctions depuis la création du Festival jusqu'à aujourd'hui.
En 2001, lorsque Gilles Jacob est promu président, deux personnes sont employées pour le remplacer à son ancien poste de délégué général : une directrice générale (Véronique Cayla) est chargée de l'organisation de l'événement et un délégué artistique (Thierry Frémaux) s'occupe, quant à lui, uniquement de la sélection des films. Un contrôleur financier entre également dans le cercle de la direction du Festival.
Avec le départ de Véronique Cayla au poste de directrice générale, Thierry Frémaux devient en 2007 délégué général et retrouve les fonctions que Gilles Jacob avait auparavant divisées. Aujourd'hui, le délégué général a des responsabilités administratives, financières et comptables accrues. Il est à la fois celui qui décide du contenu artistique du Festival et gère les ressources humaines, la logistique et l'intendance.
Pour fonctionner, le Festival a un budget annuel de 20 millions d'euros dont la moitié provient de fonds publics (ministère de la Culture et le CNC pour majorité, collectivités territoriales — Ville de Cannes, conseil régional de Provence-Alpes-Côte d'Azur et conseil départemental des Alpes-Maritimes — et ministère des Affaires étrangères), l'autre moitié de fonds privés tels que les contrats avec des sponsors ou la vente des droits télévisuels.
| Fonction           | Rôle |
| ------------------ | --- |
| Secrétaire général | Le secrétaire général s'occupe de la réception d'œuvres et de questions pratiques. |
| Délégué artistique | Pour être délégué artistique au Festival de Cannes, il faut avoir une haute connaissance de l'histoire de l'art et du cinéma. Cette personne doit ensuite suivre une formation intensive aux techniques cinématographiques puisqu'elle s'occupe de la sélection des films. Elle est chargée de la programmation des longs métrages et établit le déroulement artistique du Festival (rencontres, hommages, leçons de cinéma, etc.). |
| Délégué général    | Le délégué général s'occupe de la coordination. Il vérifie que les tâches se déroulent normalement et les encadre. Il veille sur l'organisation, le déroulement du programme quotidien et l'intendance, règle les problèmes de fonctionnement et est aussi le représentant des techniciens auprès du président. |
| Président          | Le président est le plus haut dirigeant de la manifestation. Son poste est non-rémunéré. Il représente le Festival devant les partenaires financiers, les pouvoirs publics et les médias. Il accueille les célébrités du monde du cinéma en haut des marches durant l'événement. Mais il dirige aussi toutes les autres personnes travaillant pour Cannes. Il a autorité sur la configuration du Festival et les options prises quant à son évolution. Il définit la stratégie, décide des modifications et gère le budget de la manifestation. Cependant, il ne s'occupe pas du contenu artistique, notamment la sélection des films qui incombe au seul délégué artistique. |
| Directeur général  | Le Directeur général est là pour superviser ou attribuer les tâches aux différents services et veiller au bon déroulement global de l'événement. Il gère les besoins, s'occupe des questions administratives et financières et statue sur les effectifs de travail. Il s'agit de la deuxième place la plus importante du Festival. |

### Le cinéma français au Festival

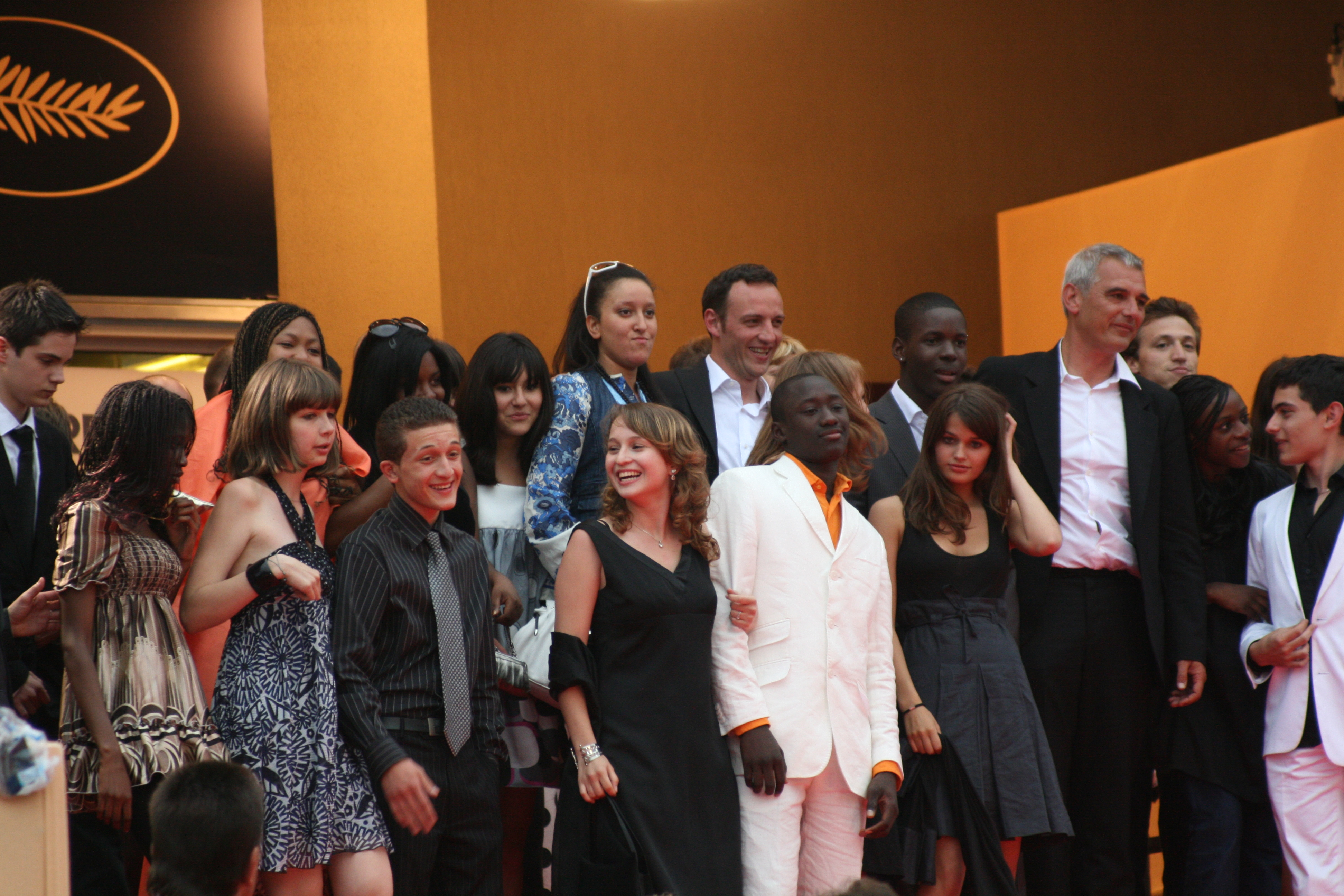
Descente des marches par l'équipe du film Entre les murs, lauréat français de la Palme d'or en 2008.

Bien qu'organisé en France, le Festival de Cannes ne privilégie pas pour autant le cinéma français. En effet les lauréats français de la Palme d'or sont rares : on remarque Claude Lelouch (avec Un homme et une femme) en 1966 et Maurice Pialat (avec Sous le soleil de satan) en 1987, mais, plus récemment, Laurent Cantet (avec Entre les murs) en 2008, Abdellatif Kechiche (avec La Vie d'Adèle) en 2013, Julia Ducournau (avec Titane) en 2021 et enfin Justine Triet (avec Anatomie d'une chute) en 2023. En 2007, trois films français sur vingt-deux étaient en compétition. Depuis 1966, c'est donc tous les vingt ans qu'un Français est récompensé par le prix suprême. Les organisateurs se justifient en disant que le Festival n'est pas seulement national mais international. D'ailleurs la France est le quatrième pays dans le classement du nombre de lauréats de la Palme.
Par ailleurs, le cinéma français, est soumis à un comité de sélection spécifique, et fournit généralement trois des vingt-deux candidats de la sélection officielle. Jusque dans les années 1980, le Comité de sélection français, composé de quatre à vingt personnes selon les années, était nommé par le ministre de la Culture. En 1983, Daniel Toscan du Plantier et Alain Terzian persuadent le ministre de laisser le Festival sélectionner les films français. Pour éviter une surcharge de travail, Gilles Jacob crée la même année un comité de sélection consacré aux films français dont il choisit lui-même les conseillers et dont le nombre n’est pas prédéfini.
Depuis 1946, les lauréats français du grand prix ou de la Palme d'or, le prix principal du Festival, selon la date, sont au nombre de douze : Jean Delannoy avec La symphonie pastorale en 1946, Henri-Georges Clouzot avec Le Salaire de la peur en 1953, Jacques-Yves Cousteau et Louis Malle avec Le Monde du silence en 1956, Henri Colpi avec Une aussi longue absence en 1961, Jacques Demy avec Les Parapluies de Cherbourg en 1964, Claude Lelouch avec Un homme et une femme en 1966, Maurice Pialat avec Sous le soleil de Satan en 1987, Laurent Cantet avec Entre les murs en 2008, Abdellatif Kechiche, Léa Seydoux et Adèle Exarchopoulos avec La Vie d'Adèle en 2013, Jacques Audiard avec Dheepan en 2015, Julia Ducournau avec Titane en 2021, et Justine Triet avec Anatomie d'une chute en 2023.

### Les leçons
Le Festival de Cannes inaugure en 1991 La leçon de cinéma. Cette leçon est dirigée par un célèbre cinéaste. On remarque notamment Nanni Moretti, Oliver Stone, Stephen Frears, Francesco Rosi, Wong Kar-wai, Martin Scorsese, Quentin Tarantino et Sydney Pollack. Ainsi, de par leur style, ils illustrent leurs moments forts, leur parcours d'artiste dans le monde du cinéma et leurs visions du film idéal. Ces leçons ont été conçues pour faire aimer et découvrir le cinéma dans un esprit de dialogue créatif et ouvert. Les admirateurs de célébrités pourront ainsi les découvrir plus concrètement qu'à la montée des marches, par exemple. Le public pourra par ailleurs apprendre à connaître le métier de réalisateur, et découvrir la cinématographie. Des leçons de cinéma de cette envergure n'ont jamais été présentées dans des festivals internationaux auparavant, comme à la Mostra de Venise ou durant la Berlinale, il aura fallu attendre l'idée de Gilles Jacob pour pouvoir y participer.
En 2003, La leçon de musique est créée sur le modèle des Leçons de cinéma. C'est ici qu'un grand compositeur de musiques de film partagera sa carrière musicale avec le public. Se sont succédé Nicola Piovani, Howard Shore et Alexandre Desplat par exemple.
Puis, en 2004, c'est au tour de la Leçon d'acteur d'être innovée. On a déjà retrouvé Catherine Deneuve, Max Von Sydow et Gena Rowlands.
Le public, qui a rarement accès aux projections officielles, peut alors avoir un contact direct avec les célébrités devenues « professeurs ». C'est sur le ton de la confession intime qu'un échange unique dans le monde a été mis en place par Gilles Jacob. C'est un partage concret où chaque professionnel se livre aux questions des plus curieux, en racontant ses expériences vécues.

### Protocole cannois

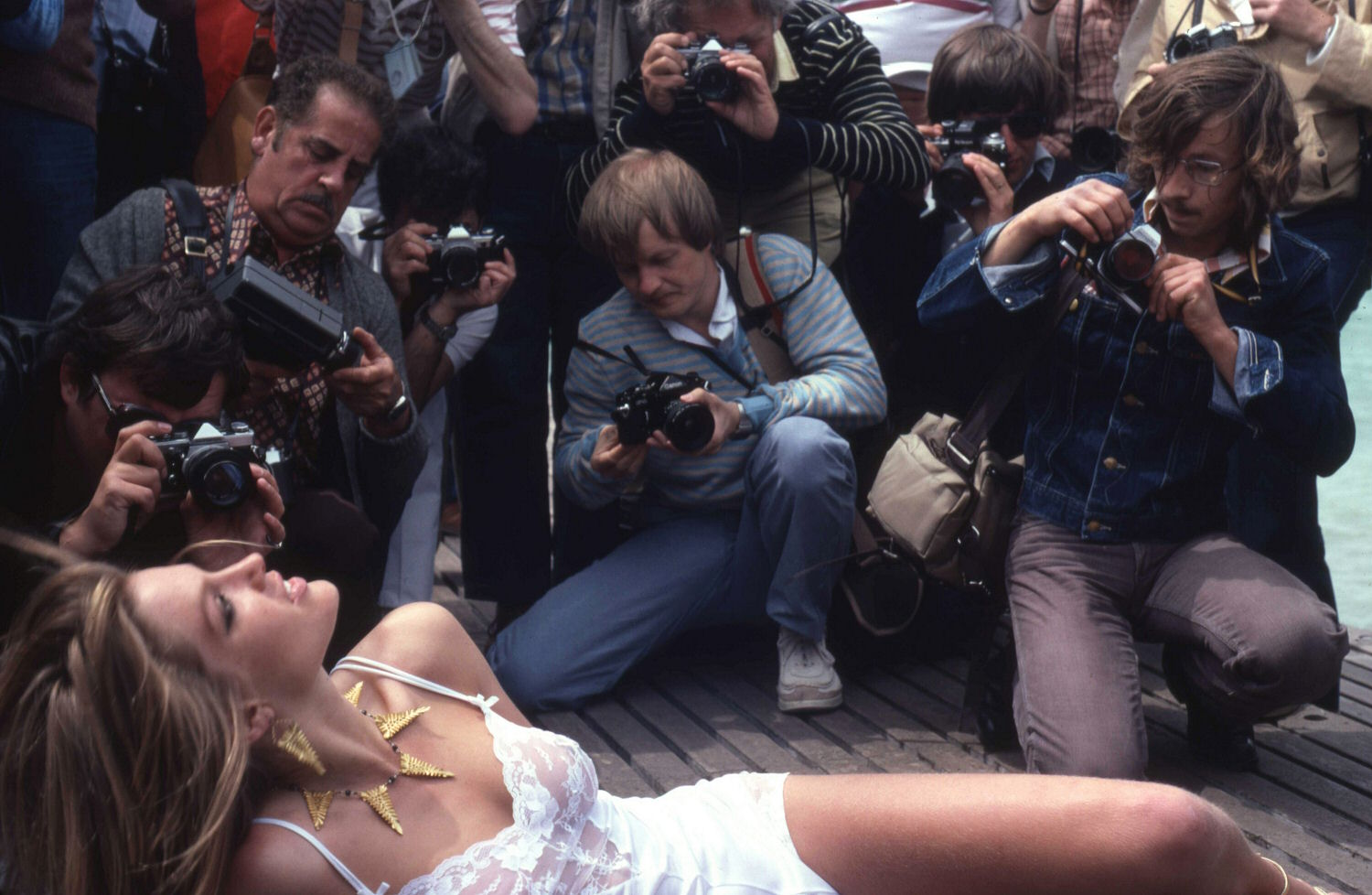
Une starlette à Cannes en 1979.

Pendant une douzaine de jours, la ville de Cannes est phagocytée par le Festival. Le centre-ville est quadrillé par la police, la circulation automobile est bouleversée et le parcours des transports en commun modifié. La Promenade de la Croisette et son Palais des festivals et des congrès sont assaillis par plus de 4 500 journalistes et les abords des palaces par les curieux de tous horizons quand les vedettes sortent pour se rendre au Palais des Festivals. Durant les deux premières semaines de mai, Cannes monte en puissance. Face aux marches, une zone est mise à disposition des chasseurs d'autographes et des photographes amateurs en quête du cliché exclusif, équipés d'échelles et d'escabeaux cadenassés au mobilier urbain et aux barrières de sécurité durant la période du Festival. Les quelque 200 photographes professionnels sont situés en bas et de part et d'autre des marches répartis sur des estrades à trois niveaux, aux places numérotées, afin d'immortaliser les stars sous les projecteurs et les caméras de télévision.
Outre les traditionnelles photos prises à leur arrivée au Palais des Festivals, les vedettes et personnalités du cinéma sont astreintes à un photocall, séance de photos individuelle ou de groupe rassemblant sur le toit du Palais acteurs, réalisateur d'un film, etc,. Ces personnalités sont également conviées à participer à la conférence de presse à l'intérieur du Palais, face à un parterre de journalistes et de professionnels de l'industrie du film français et étrangers venus les interroger sur certains aspects du film présenté.
Pour cet évènement, le secteur du Palais des Festivals et de la Croisette est métamorphosé : les plages privées installent des structures démontables qui augmentent leur capacité d'accueil, les toits et terrasses des palaces sont transformés en sites destinés aux réceptions, cocktails ou zones de presse et d'interviews. Les façades des résidences sont parées de banderoles au nom des sociétés de production qui louent des appartements sur la Croisette ou des yachts. Le boulevard de la Croisette et, plus généralement, le quartier du Centre - Croisette sont pavoisés avec des oriflammes sur le thème du festival ou des affiches qui retracent l'histoire de l'industrie cinématographique. La plage publique Macé est aménagée en salle de projection à ciel ouvert le temps du Festival. Les navettes d'hélicoptères se multiplient entre Cannes et l'aéroport de Nice-Côte d'Azur qui vit également au rythme des arrivées des vedettes du cinéma,.

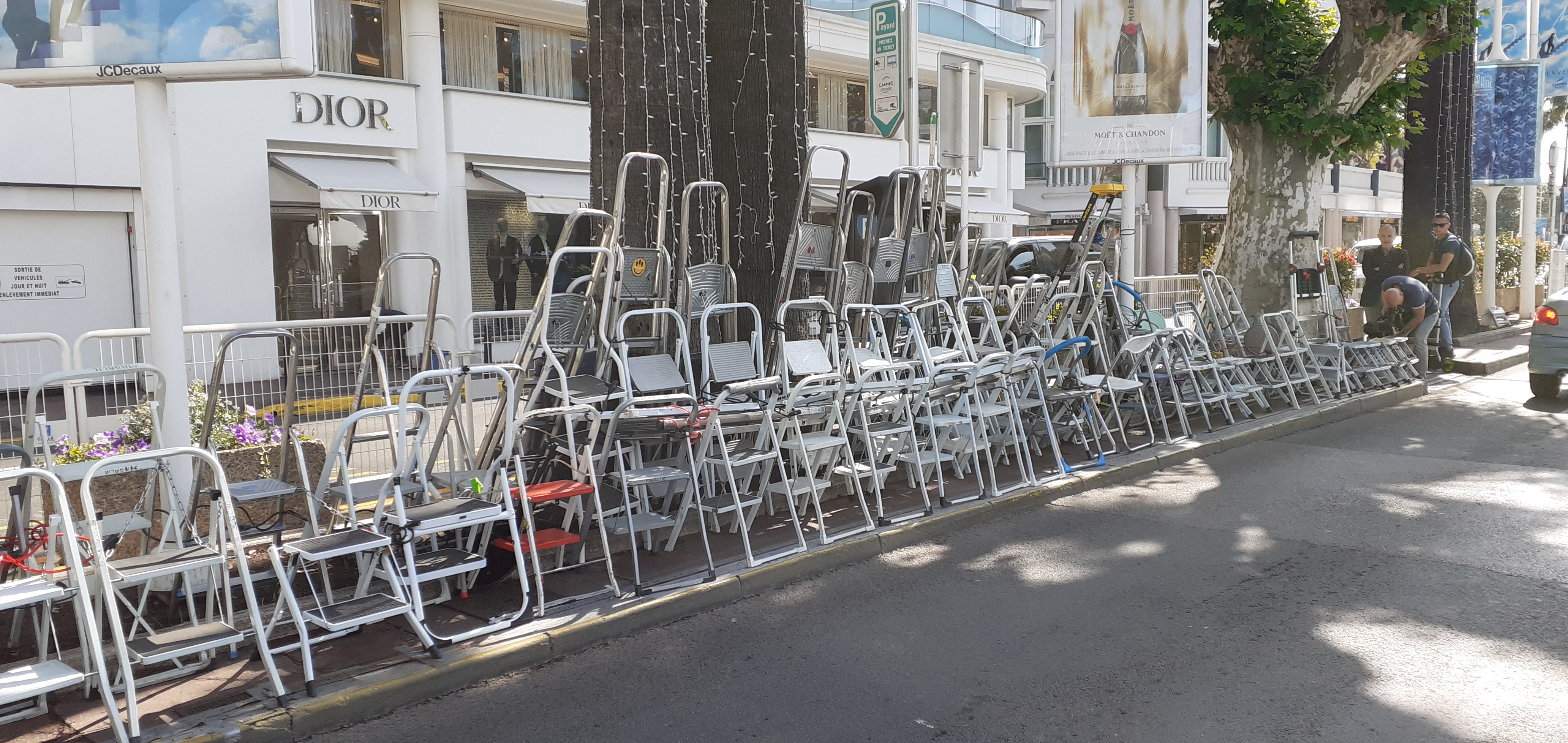
Les échelles et escabeaux des photographes amateurs face à la montée des marches.

Un protocole de rigueur est mis en place. Le tout premier soir a lieu la cérémonie d'ouverture pendant laquelle le maître ou la maîtresse de cérémonie présente les membres du jury et invite sur scène l'équipe du film choisi pour ouvrir les festivités. Le choix du film d'ouverture s'axe sur une œuvre destinée à attirer le maximum d'attention de la part des médias et du public. Il ne préfigure en rien la sélection officielle. La projection est suivie d'un dîner protocolaire dont le coût est traditionnellement partagé entre le festival et les producteurs ou distributeurs du film. Le dernier jour, la cérémonie de clôture met fin au suspense de la compétition et le président du jury annonce le nom des lauréats. Ces derniers se font remettre leur récompense par une célébrité du cinéma et ont droit à un discours de remerciements. Un film de clôture en présence de l'équipe est projeté et un dîner, pris en charge en partie par les producteurs et distributeurs, clôt les festivités. En 2014, la direction fait le choix de projeter un film de répertoire en clôture, Pour une poignée de dollars de Sergio Leone, dont la séance est présentée par Quentin Tarantino en l'honneur du cinquantenaire du western spaghetti,.

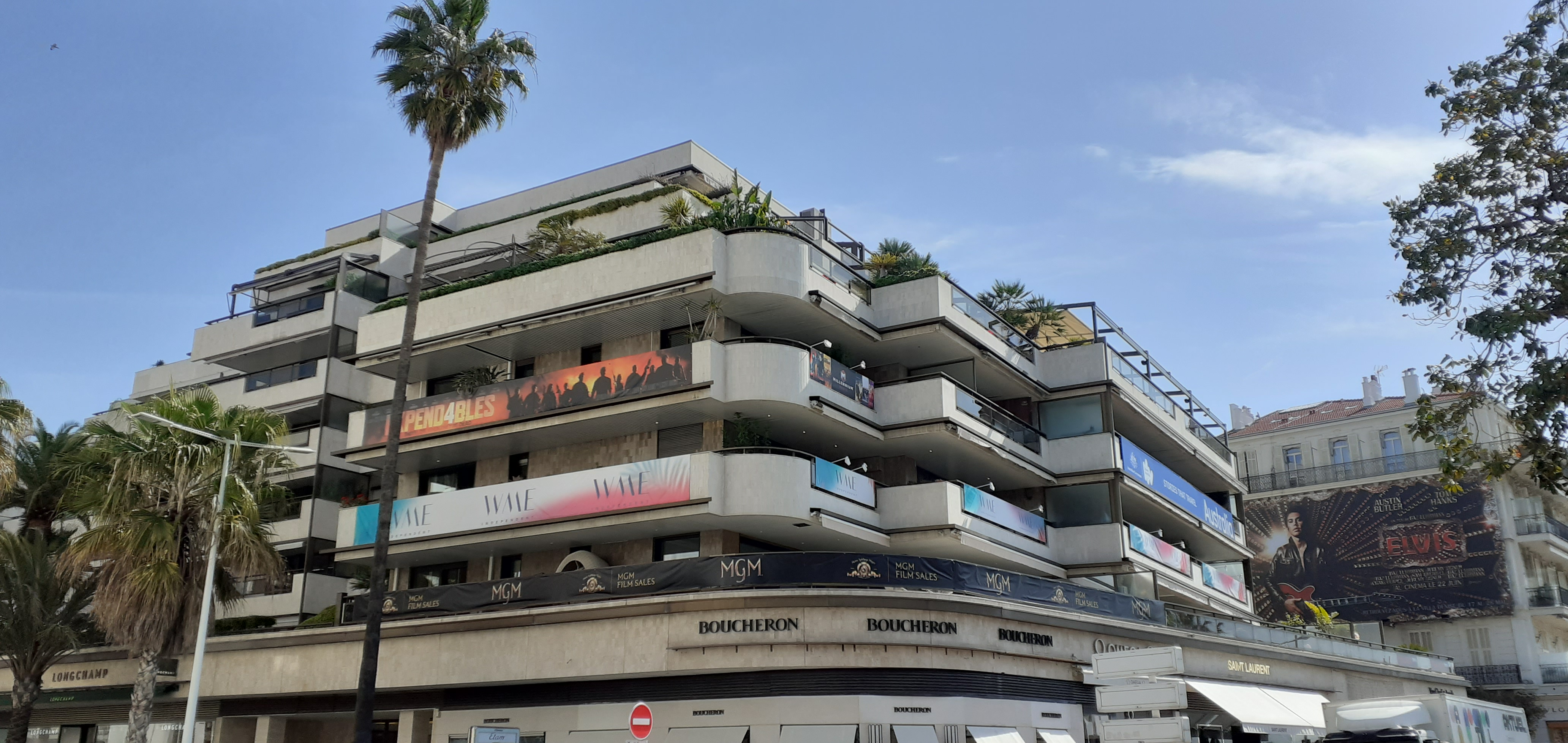
Façades d'hôtels et de résidences ornées de banderoles des sociétés de production dans le centre-ville de Cannes.

Quotidiennement, les activités se déroulent selon un rituel bien établi. Pour tous les films de la sélection (en et hors compétition, Un certain regard et Cannes Classics), l'équipe présente est invitée à participer à une conférence de presse et un photo-call avant d'assister à une projection officielle où les invités foulent le tapis rouge, posent devant les photographes et montent les 24 marches du Palais surnommées les « 24 marches de la gloire ». La montée des marches et du tapis rouge est une idée du journaliste Yves Mourousi, chargé en 1984 par le délégué général Gilles Jacob de mettre un peu d'ordre à l'entrée du Palais des Festivals. Avant cela, les marches étaient à nu ou recouvertes d'un tapis bleu de 1946 à 1949. La mythique montée des marches est filmée et ses images sont diffusées dans le monde entier. Elle est aussi l'occasion pour les couturiers de faire connaître leurs dernières créations. Plusieurs centaines de badauds se massent derrière les barrières de sécurité et attendent des heures pour apercevoir des stars et réclamer un autographe ou un selfie.
Quelques Cannois évoquent le Festival d'antan avec nostalgie, au moment où ceux-ci participaient pleinement à la manifestation et recevaient facilement des invitations. La comédienne Marina Vlady avoue dans le documentaire Cannes, 60 ans d'histoire qu'avant les starlettes venaient à Cannes pour un rendez-vous d'amour et d'amitié, que les célébrités pouvaient parler aux passants dans la rue. Tandis que maintenant, elle blâme les voitures blindées, les gardes du corps… L'actrice dit de plus que le Festival de Cannes vient de perdre un rapport social. L'ancien président du Festival Gilles Jacob exprime lui-même, en 2012, un regret face à la monumentalité de l’événement qui aurait perdu de son humanité face au temps où Kirk Douglas jouait au football avec des journalistes et que les stars se rendaient à pied sur la plage : « Il faudrait que le Festival s'arrête de grandir, pour ne pas devenir une gêne. Cannes est la plus belle ville qui soit pour un festival de cinéma, mais il faut que ça reste un plaisir, pas une contrainte. […] Il y a de plus en plus de gens et de médias qui veulent venir, on ne peut pas leur interdire. […] Quand les vedettes descendent au bas des marches, certaines parlent aux gens, d'autres non. Beaucoup ne donnent que du convenu, consacrent une petite journée à la presse, et s'en vont. C'est presque l'usine. »,.
En général, deux films de la compétition sont projetés chaque jour. Sauf exception pour certaines œuvres n'ayant qu'une projection unique, deux à trois séances quotidiennes pour chaque long métrage sont prévues. Une seule projection est désignée comme l'officielle. Cette dernière se déroule en fin d'après-midi ou en soirée dans le Grand Auditorium Lumière du Palais des Festivals où ont également lieu les cérémonies d'ouverture et de clôture. Des séances de rattrapage sont organisées le lendemain pour les festivaliers retardataires. La presse est conviée la veille pour la projection de ces mêmes films ou bien aux séances du matin ouvertes aux personnes possédant une invitation officielle et aux médias. Les projections officielles, de l'après-midi et du soir, se font en présence de l'équipe du film et se déroulent après la célèbre montée des marches. Plusieurs invités s'y pressent : vedettes, notables, professionnels, personnalités politiques, représentants des groupes-partenaires de l'événement et dirigeants d'organismes influents. Quelques festivaliers amateurs, ne pouvant recevoir d'invitations officielles, attendent au pied des marches pour que quelques privilégiés daignent bien leur en offrir mais rares sont les chanceux.
De plus, une priorité d'entrée aux projections est accordée à la presse. Les accréditations des milliers de journalistes, photographes ou rédacteurs présents sont réparties selon cinq niveaux stricts qui déterminent l'ordre d'entrée dans la salle. L'attribution des niveaux d'accréditation est décidée par le service de presse qui tranche en fonction de l'importance des tirages, de l'ampleur de la couverture par le titre, de la fréquence de parution et du nombre d'accréditations demandées.
Il y a également différents niveaux d'accréditation pour les professionnels du cinéma. Les accréditations considérées comme les « moins importantes » sont les « Cannes Cinéphiles », réservées aux membres d’associations vouées à la promotion du cinéma, aux personnes exerçant une activité cinéphile régulière et à des groupes scolaires de section Cinéma et Audiovisuel en lycées ou universités. Ceux-ci ont plus de difficultés à assister aux projections car les autorisations qui leur sont conférées varient en fonction du quota de places disponibles. Au cours de l'édition 2009, la réglementation change subitement et les « Cannes Cinéphiles », même munis d'un billet pour les projections, n'ont plus eu la possibilité d'entrer dans le Palais. Aucune explication n'est donnée à cette interdiction impromptue mais il semble simplement que les dirigeants du Festival de Cannes ne considèrent pas les « Cannes Cinéphiles » comme assez importants pour bénéficier d'un droit d'entrée. Nombre de festivaliers jugent cette décision comme étant un grave coup porté à la culture, puisque le Festival se prive ainsi brutalement de milliers de cinéphiles.
Une tenue stricte est exigée lors de la montée des marches. Les hommes sont tenus traditionnellement de porter un smoking et un nœud papillon (des hôtesses au bas des marches en vendant pour les oublieux ou les récalcitrants) et les femmes une robe de soirée, souvent signée par des couturiers de renommée mondiale. Néanmoins, Pablo Picasso se permet, dans un geste de désinvolture, de monter les marches avec une veste en peau de mouton lors du Festival 1953.
Depuis le début des années 2000, le Festival a tendance à s'ouvrir plus largement au public, les dirigeants ont créé des soirées de projections de longs métrages divers hors-compétition gratuites où tout le monde peut entrer. De plus, les cinémas de la ville de Cannes, à l'instar de La Licorne situé à La Bocca, sont invités à participer à la manifestation et ouvrent leurs salles aux films de la sélection officielle.
Pendant le Festival, plusieurs soirées, dîners et galas sont organisés dans lesquels se mêlent VIP et privilégiés munis d'une invitation.

### Musique
Pendant toute la durée du festival, on entend le même extrait musical avant la diffusion de chaque film dans la salle du Palais des Festivals : il s'agit d'Aquarium, l'une des pièces musicales de la suite Le Carnaval des animaux de Camille Saint-Saëns. L'organisation du festival a essayé d'en changer, mais elle a dû faire marche arrière tant cet extrait est dorénavant une « marque auditive » du festival. Depuis quelques années, lors de chaque remise de prix à la cérémonie de clôture, on entend un extrait d'une musique de film comme lors du 63e festival (2010), pour la remise du grand prix on entend la musique I Rise, You Fall de Steve Jablonsky qui est une musique du film Transformers 2 : La Revanche.
La bande originale du film Le Petit Dinosaure et la Vallée des merveilles (The Land Before Time) de Don Bluth, composée par James Horner, est aussi utilisé de manière récurrente pour le générique des cérémonies du festival.

### Cannes fait le mur
Rendez-vous annuel depuis 2004, « Cannes fait le mur » est une exposition de diverses photographies grandeurs nature de cinéastes, exposées entre les maisons, ou sur des monuments. Ces photos sont imprimées sur des kakémonos, de grandes bâches perforées pour ne pas se balancer avec la pression du vent. Attaché au projet, c'est Denis Rouvre, photographe professionnel, qui s'occupe du choix des images, et des lieux où elles seront suspendues. On les retrouve notamment sur l'espace Ranguin, l'immeuble Alexandra à La Bocca, sur le lycée Jules Ferry, la mairie de Cannes, ou encore sur l'hôtel Renoir.
Pour ce faire, Corbis-Outline place ses œuvres dans le domaine public et Multiplast fournit gratuitement les bâches. Malgré ce volontariat, ce sont 40 000 € dépensés pour le montage et le démontage des toiles.
Cet évènement est organisé en collaboration entre la mairie de Cannes et le Festival de Cannes.
Loin des photographes et des touristes, le studio montable n'est en fait qu'un photomaton, et seul, le cinéaste photographié est totalement libre de faire ses photographies, comme il l'entend. Dévoilés au cannois, sept artistes sont exposés durant le Festival de Cannes dans toute la ville. Parmi les célébrités exposées, on retrouve Samuel L. Jackson, Elijah Wood, Rossy de Palma, Kevin Bacon ou encore Maïwenn.

## Portée et influence du Festival

### Marché du film

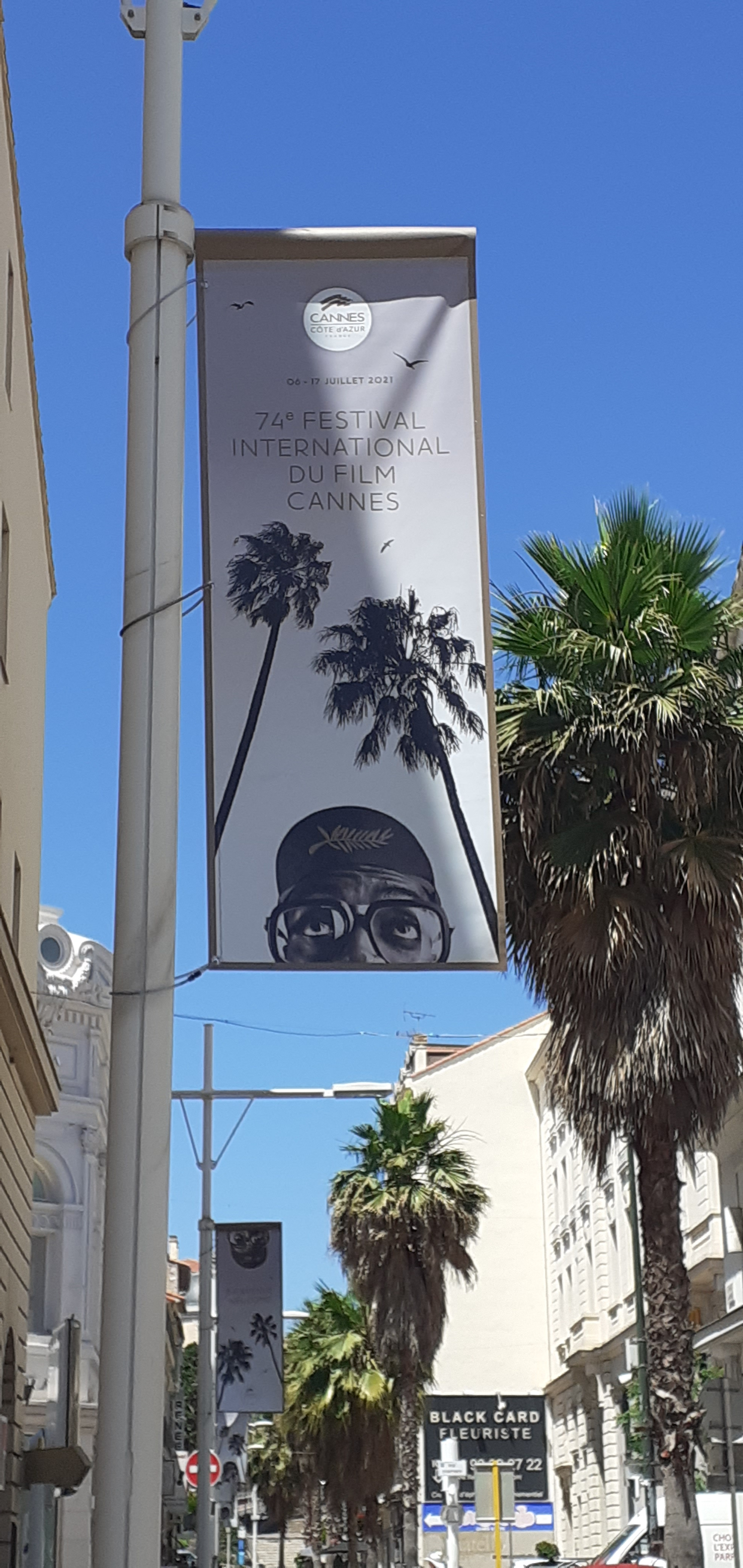
Vue sur l'affiche du du film dans une rue de Cannes.

Créé en 1959, le Marché du film est une des facettes commerciales du Festival international du film de Cannes. Son objectif est de promouvoir des films en chantier et de faire découvrir aux producteurs et distributeurs du monde entier de nouveaux projets. Il est l'un des rendez-vous les plus importants au monde en ce qui concerne les rencontres, négociations et transactions de l'industrie du cinéma, notamment au niveau des ventes internationales. Chaque année, il offre un aperçu de la production actuelle en projetant plus de quatre mille films, du cinéma d'auteur aux grosses productions. Le Marché est devenu très important, il comptait dix-mille participants de quatre-vingt-onze pays en 2000. Les producteurs et distributeurs y trouvent des partenaires pour le financement de leurs projets de films, et vendent les œuvres déjà tournées aux distributeurs et télévisions du monde entier.
Il se déroule sur douze jours pendant le Festival de Cannes. Pour les producteurs, ce marché est très significatif, puisque porter son badge revient à pouvoir participer à toutes les projections officielles.
Il se démarque des projets parallèles en étant le premier et le seul à proposer trente salles équipées en matériel numérique.
En 2004, le Marché crée le Producers Network, sous-section de ce dernier, qui aura un succès dès sa première édition. Cette section est réservée aux producteurs d'au moins un film sorti en salles au cours des trois années précédentes. Le Producers Network aide à la coproduction internationale, par le biais de dialogues entre professionnels. Pour ce faire, les producteurs possèdent chacun vingt minutes pour présenter leur projet à d'autres producteurs plus importants. Chaque année, il accueille cinq cents producteurs étrangers.
Pour faciliter ces échanges de vingt minutes, et la production, le Producers Network a inauguré en 2004 une salle où sont disposées des tables rondes, où tous les matins, pendant le Festival, les producteurs viendront déjeuner, et discuter de leurs projets. Le Producers Network se déroule au cœur du Village International.
Il a aussi créé en 2007 le Speed dating, soirée thématique, réalisé en collaboration avec la Société de développement des entreprises culturelles du Québec (SODEC) et le Centre national de la cinématographie (CNC).

### Sponsors et médias

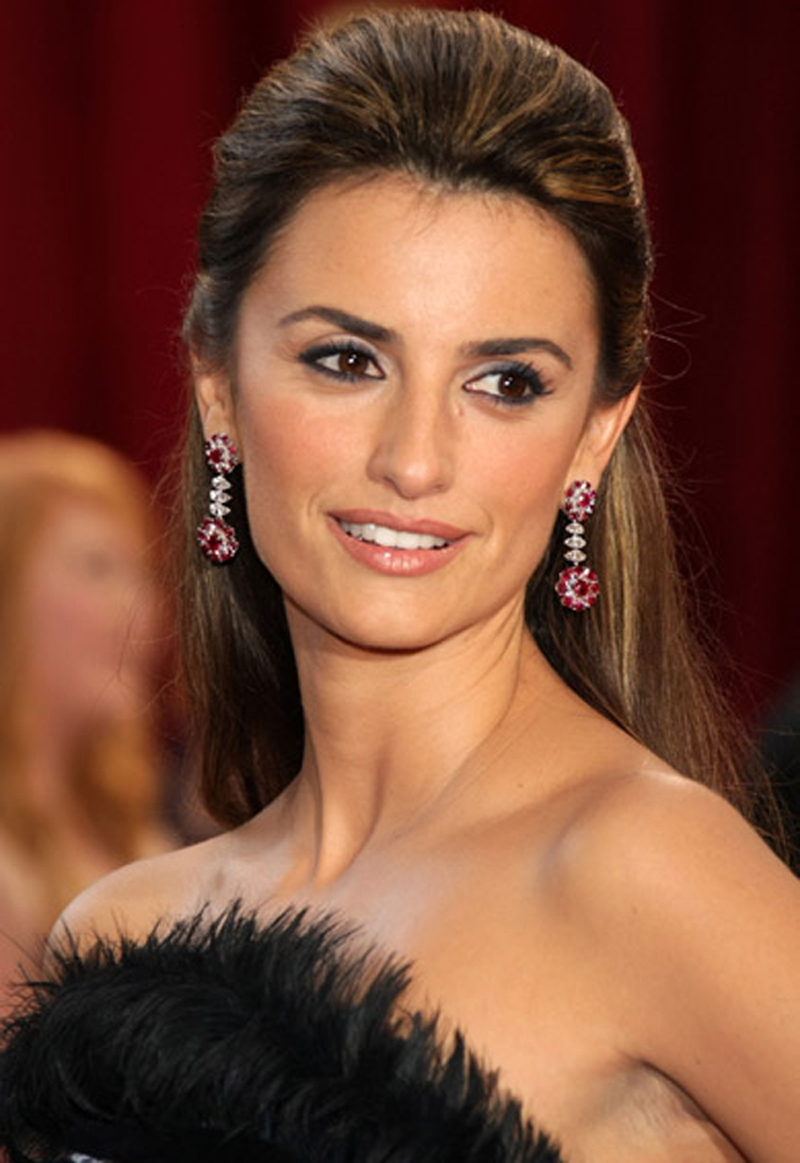
Penélope Cruz, lauréate du prix d'interprétation féminine en 2006 et critiquée pour son parrainage de la firme L'Oréal.

Si le Festival de Cannes est le deuxième événement le plus médiatisé au monde, c'est grâce aux trois cents chaînes de télévision présentes sur place, comme récemment Orange Télévision mais surtout Canal+ qui a déboursé six millions et demi d'euros pour l'édition 2007 par exemple, et aux multiples parraineurs. On remarque en particulier Kerry Washington, Gong Li et Andie MacDowell lors de la montée des marches 2007, représentant L'Oréal, groupe industriel français spécialisé dans les cosmétiques et la beauté. D'ailleurs, Penélope Cruz qui avait remporté le prix d'interprétation féminine pour Volver avait été critiquée pour son parrainage avec ce groupe industriel. La collaboration entre le Festival et L'Oréal a fêté ses dix ans en 2007 et ses vingt ans en 2017.
De multiples journaux de presse écrite sont aussi présents sur la Croisette, comme Paris Match, ou Le Monde. On retrouve de même des magazines de cinéma avec Première, ou Ciné Live.
Le transport des célébrités dans Cannes est très prisé. Renault est le transporteur officiel des célébrités jusqu'au Palais des Festivals et des Congrès, et sa Vel Satis fête, en 2007, ses vingt-cinq ans de collaboration. Par ailleurs, Audi a signé un contrat avec Jean-Roch, directeur du VIP Room, pour trois ans. À partir de 2022, BMW remplace Renault comme transporteur officiel des célébrités, alors que cela faisait environ 40 ans que Renault occupait ce rôle.
Aussi, les maîtres de cérémonie sont-ils habillés par des « grands de la mode », qui en profitent pour être vus du public et des médias : Diane Kruger, maîtresse de cérémonie de l'édition 2007, a porté une robe drapée en satin bleu nuit de Chanel, firme de la haute couture. Cette robe avait été spécialement créée pour elle par Karl Lagerfeld. C'est ici une autre manière de se faire remarquer par les foules.
Des cinéphiles critiquent d'ailleurs la présence qu'ils jugent trop imposante des médias et des grands groupes industriels et financiers, notamment liés au luxe et la mode. Ils soulignent le fait que les prix remis dans les différentes sections sont aussi touchés par les sponsors : la Palme d'or a été redessinée et refondue en 1997 par le joaillier suisse Chopard. Mercedes-Benz s'occupe de la remise du prix de la Semaine de la critique et la Fondation Gan sponsorise les prix du Certain Regard. Depuis 2015, Kering est partenaire officiel du Festival.
Le Festival cherche ainsi à être multi-sponsorisé. Les médias retransmettent l’événement dans le monde entier et les sponsors se servent du Festival pour faire leur publicité. Les marques attirent les foules. Le phénomène « événement mondial et mondain » marche ainsi : les publicitaires se battent pour devenir partenaire officiel du Festival et ainsi être vus de tous. Voici les propos du groupe Maxell : « Ce sponsoring est une excellente occasion pour Maxell, le Festival de Cannes est un événement planétaire, diffusé dans le monde entier, et qui jouit d’une reconnaissance importante ».
Voici en quelques chiffres la présence des médias (en 2017) :
| Journalistes | Journaux de presse écrite | Chaînes de télévision | Agences de presse | Radios | Photographes | Site web |
| ------------ | ------------------------- | --------------------- | ----------------- | ------ | ------------ | -------- |
| 4 179        | 1 244                     | 1 412                 | 458               | 347    | 400          | 796      |

| Le nombre de feuilles d'or qui composent la célèbre Palme en or 18 carats est 19, d'une valeur totale de 20 000 euros, fournie dans le cadre d'un partenariat avec le joaillier suisse Chopard.                                                         |
| 1800 mètres de tapis rouge utilisé pendant le Festival. Un tapis changé deux fois par jour et recyclé en granulés de polypropylène et réutilisés dans la plasturgie (pare-chocs ou tableaux de bord).                                                   |
| 40 000 professionnels du 7e sont accrédités dont 4500 journalistes du monde entier (plus de 2000 médias de 90 pays). |
| Le budget du Festival de Cannes est de 20 000 000, dont L'État et les collectivités locales (Ville de Cannes, Conseil régional Provence-Alpes-Côte d'Azur, Conseil général des Alpes Maritimes) en financent la moitié. Le reste provient des sponsors. |

### Influence du Festival
Le Festival de Cannes est devenu au long des années l'une des plus importantes cérémonies de cinéma au monde. Il est l'un des premiers événements médiatiques et culturels internationaux. Ce même Festival est reconnu d'utilité publique et comme Première grande manifestation culturelle internationale de l'Après-guerre en 1972 par le ministère de la Culture. Dans le livre European Cinema : An Introduction, Jill Forbes et Sarah Street affirment que « Cannes est devenue extrêmement important pour les intérêts de la critique et du commerce, de plus les cinéastes peuvent y promouvoir leurs films… ».
Le Festival a acquis une notoriété qui se fonde sur l'équilibre entre la qualité artistique des films et leur impact commercial. De nombreuses célébrités du cinéma mondial souhaitent venir assister à la montée des marches afin de se créer une image de marque auprès des différents médias présents pour l’événement. La presse attaque parfois le Festival, mais celui-ci garde son image. De plus, son influence tend à augmenter d'année en année, avec un nombre toujours plus grand de visiteurs venus de l'étranger.
Selon L'Express, être sélectionné à Cannes correspond à « recevoir la légion d'honneur » ou « entrer dans la mythologie d'un événement ». La présentation d'un long métrage en sélection officielle ou dans les sections parallèles (Semaine de la Critique, Quinzaine des réalisateurs, ACID) revêt une importance capitale pour sa promotion française et internationale. Sa valeur au Marché du film en dépend. Si la réception de la critique et des festivaliers est positive, les enchères montent : son prix de vente croît soudainement. Pour plusieurs distributeurs, les séances cannoises servent de projections-tests. Sur le plan marketing, certains profitent depuis quelques années de l' « effet Cannes » en sortant le film en salles le jour-même de sa présentation au Festival.
Producteurs, distributeurs et artistes rêvent également d'une récompense qui est la « cerise sur le gâteau ». Un prix décerné par le jury officiel est un label pour la presse, les cinéphiles et le monde du spectacle. La Palme d'or est notamment considérée comme l'une des récompenses cinématographiques les plus prestigieuses : gage de qualité pour le public français et international, elle assure à son récipiendaire d'obtenir une renommée mondiale, de trouver facilement un distributeur et de multiplier par dix, voire par cent, le nombre de spectateurs en salles. Il n'est pas rare de voir des films primés à Cannes recevoir, l'année suivante, plusieurs prix et nominations lors des cérémonies de récompenses les plus importantes dont les Oscars du cinéma (La Leçon de piano, Le Pianiste, The Artist, Amour…).
Le Festival a, de plus, un impact local : durant les deux semaines de Festival, la ville de Cannes voit sa population tripler, de 70 000  à   210 000 habitants, le chiffre d'affaires des commerces, hôtels, restaurants de Cannes augmente énormément. Dans les heures précédant l'ouverture du Festival, l'aéroport et la gare de Cannes sont bouleversés. La ville est entièrement rénovée pour le Festival international du film qui rend Cannes rayonnante.

### Personnalités les plus récompensées
Cannes se veut la célébration des plus grands cinéastes internationaux. Parmi tous les réalisateurs en compétition à Cannes, nombre d'entre eux ont été privilégiés pour leur art, leur style ou leur genre. Leur cinéma leur a valu d'être récompensés plusieurs fois. D'ailleurs, sur l'affiche officielle du Festival de Cannes 2007, mémoire des 60 ans du Festival, ont été rassemblées neuf célébrités chouchous du Festival. On retrouve Souleymane Cissé, Penélope Cruz, Wong Kar-Wai, Juliette Binoche, Jane Campion, Gérard Depardieu, Bruce Willis, Samuel L. Jackson, et Pedro Almodóvar.
Neuf réalisateurs ont obtenu deux fois la Palme d'or : Francis Ford Coppola (avec Conversation secrète et Apocalypse Now — partagé avec un autre film dans le deuxième cas) ; Bille August (avec Pelle le Conquérant et Les Meilleures Intentions — accompagné du prix d'interprétation féminine pour Pernilla August dans le second cas) ; Shōhei Imamura (avec La Ballade de Narayama et L'Anguille — partagé avec un autre film dans le deuxième cas) ; Emir Kusturica (avec Papa est en voyage d'affaires et Underground) ; Luc et Jean-Pierre Dardenne (avec Rosetta et L'Enfant) ; Michael Haneke (avec Le Ruban blanc et Amour) ; Ken Loach (avec Le vent se lève et Moi, Daniel Blake) et Ruben Östlund (avec The Square et Sans filtre). Le cinéaste suédois Alf Sjöberg avait aussi reçu la récompense suprême du festival à deux reprises mais il ne s'agissait pas encore de la Palme d'or. Notons qu'en plus de ses deux palmes, Emir Kusturica a obtenu à Cannes le prix de la mise en scène (meilleur réalisateur) pour Le Temps des Gitans et le prix de l'Éducation nationale pour La vie est un miracle. Les frères belges Jean-Pierre et Luc Dardenne ont quant à eux reçu en complément un grand prix pour Le Gamin au vélo, un prix du scénario pour Le Silence de Lorna et  Jeunes Mères et leurs comédiens Émilie Dequenne et Olivier Gourmet se sont vu décerner un prix d'interprétation chacun, respectivement pour Rosetta et Le Fils. Michael Haneke a, lui, été auréolé d'un grand prix pour La Pianiste (également lauréat d'un double prix d'interprétation pour Isabelle Huppert et Benoît Magimel) et d'un prix de la mise en scène pour Caché. Avec 13 films en compétition, Ken Loach a lui aussi été plusieurs fois récompensé en dehors de la palme avec trois prix du jury (Secret défense, Raining Stones et La Part des Anges), un prix d'interprétation masculine décerné à Peter Mullan (pour My Name Is Joe) et un prix du scénario pour son scénariste attitré Paul Laverty (Sweet Sixteen).
Beaucoup d'autres cinéastes ont été récompensés à plusieurs reprises : les frères Coen, lauréats d'une Palme d'or (pour Barton Fink), ont gagné le grand prix du jury en 2013 pour Inside Llewyn Davis et le prix de la meilleure réalisation à trois reprises : pour Barton Fink en 1991, Fargo en 1996 et The Barber en 2001. L'un de leurs comédiens fétiches, John Turturro, a par ailleurs reçu le prix du meilleur acteur pour Barton Fink en 1991 et Irma P. Hall, comédienne principale de Ladykillers, le prix du jury en 2004. Wim Wenders, lui aussi récipiendaire d'une Palme en 1984 pour Paris, Texas, est reparti avec le prix du meilleur réalisateur pour Les Ailes du désir trois ans plus tard ainsi qu'avec le grand prix en 1993 pour Si loin, si proche !. Michelangelo Antonioni a également obtenu plusieurs fois les faveurs du jury avec la Palme d'or pour Blow-Up, le prix Spécial du jury pour L'avventura et L'Éclipse puis le prix du 35e anniversaire pour Identification d'une femme. Plus récemment, on note que le Roumain Cristian Mungiu a été systématiquement honoré : Palme (4 mois, 3 semaines, 2 jours), prix du scénario et prix de la meilleure actrice ex æquo pour Cosmina Stratan et Cristina Flutur (Au-delà des collines) ou encore prix de la meilleure mise en scène (Baccalauréat).

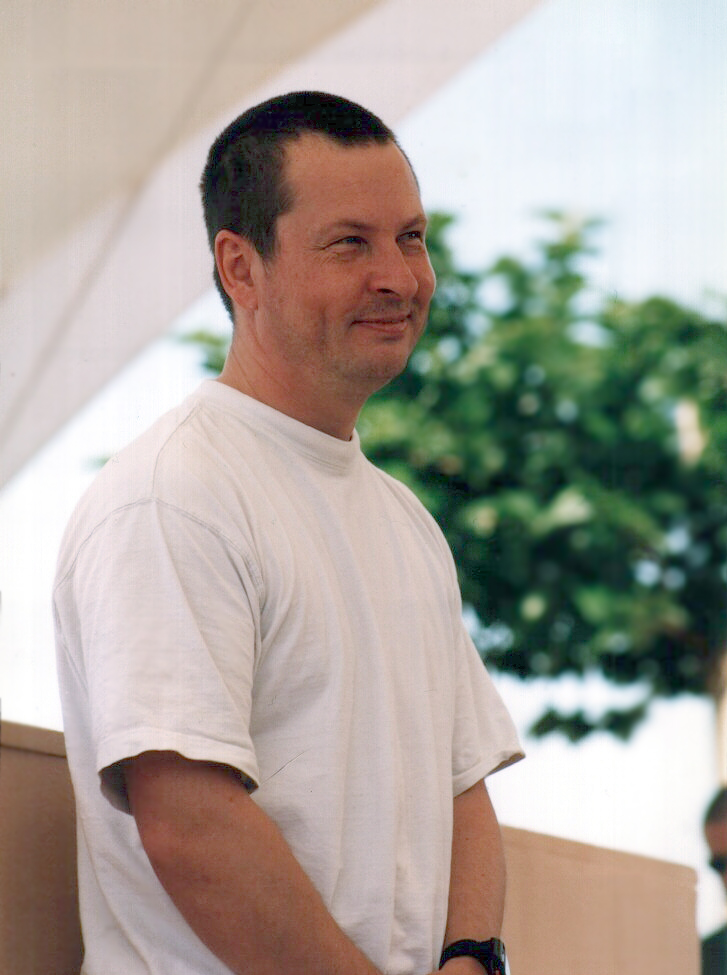
Lars von Trier, récompensé à plusieurs reprises au Festival.

Avant d'être palmés, plusieurs réalisateurs sont passés par de nombreuses récompenses intermédiaires comme Lars von Trier, détenteur de deux prix de la Commission supérieure technique (pour Element of Crime et Europa), d'un prix du jury (pour Europa) et d'un grand prix (pour Breaking the Waves) avant de triompher avec Dancer in the Dark et de permettre à trois de ses actrices de remporter le prix d'interprétation féminine (Björk, Charlotte Gainsbourg et Kirsten Dunst). Theo Angelopoulos a reçu le prix du scénario et le prix FIPRESCI de la Critique internationale pour Voyage à Cythère et Le Regard d'Ulysse et le grand prix (pour Le Regard d'Ulysse) avant la Palme décernée à L'Éternité et Un Jour. Costa-Gavras a, de son côté, gagné le prix du jury pour Z (qui a également valu le prix d'interprétation à Jean-Louis Trintignant) et le prix de la mise en scène pour Section spéciale avant de remporter la Palme d'or pour Missing qui permet de plus à Jack Lemmon d'être élu « meilleur acteur ». Par ailleurs, Nuri Bilge Ceylan a obtenu deux grand prix (pour Uzak, également récompensé d'un double prix d'interprétation masculine et Il était une fois en Anatolie) ainsi qu'un prix de la mise en scène (pour Les Trois Singes) avant que la Palme d'or lui soit attribuée pour Winter Sleep (Kış Uykusu). Enfin, Jacques Audiard a reçu le prix du scénario pour Un héros très discret et le grand prix pour Un prophète avant d'être palmé avec Dheepan.
En outre, plusieurs cinéastes sont des habitués du palmarès même s'ils n'ont jamais gagné la Palme d'or comme Robert Bresson ou encore Andreï Tarkovski qui a obtenu trois fois le grand prix, à savoir pour Solaris, Nostalghia et Le Sacrifice. Xavier Dolan a remporté de nombreux prix à Cannes, dont le prix du jury pour Mommy et le grand prix pour Juste la fin du monde, mais n'a pas remporté de Palme d'Or. Bruno Dumont, lui, a remporté deux fois le grand prix du jury : pour L'humanité (qui a de plus permis à Séverine Caneele et Emmanuel Schotté, acteurs non professionnels, de gagner le prix d'interprétation) et pour Flandres. Il a également reçu une mention spéciale Caméra d'or pour la Vie de Jésus, son premier long métrage. On note aussi la présence répétée dans les palmarès du Français René Clément et du Japonais Masaki Kobayashi.
Peu d'acteurs ont obtenu deux prix d'interprétation masculine : Marcello Mastroianni (pour son rôle dans Drame de la jalousie et Les Yeux noirs) ; Dean Stockwell (pour son rôle dans Le Génie du mal et Long voyage vers la nuit — à chaque fois partagé avec deux autres acteurs) ; Jack Lemmon (pour son rôle dans Missing et Le Syndrome chinois).
Quatre actrices ont également obtenu deux prix d'interprétation féminine : Isabelle Huppert (pour son rôle dans Violette Nozière et La Pianiste — partagé avec une autre actrice dans le premier cas) ; Helen Mirren (pour son rôle dans Cal et La Folie du roi George) ; Barbara Hershey (pour son rôle dans Le Bayou et Un monde à part — partagé avec deux autres actrices dans le deuxième cas) ; Vanessa Redgrave (pour son rôle dans Morgan et Isadora). En 1981, Isabelle Adjani reçoit un double prix d'interprétation pour deux films présentés en compétition : Possession et Quartet; un cas sans précédent qui ne s'est encore jamais reproduit. Isabelle Huppert détient le record absolu de films en sélection officielle pour un acteur, hommes et femmes réunis (plus d'une vingtaine).
Certains cinéastes ont souvent vu leurs films sélectionnés par le Festival de Cannes. Le record absolu est détenu par Ken Loach, avec 17 sélections au festival de Cannes (dont 12 films en compétition). On peut citer Federico Fellini et Carlos Saura (avec 11 films sélectionnés) ; Ingmar Bergman et André Téchiné (avec 10 films sélectionnés) ; Wim Wenders, Luis Buñuel, Michel Cacoyannis, Ettore Scola et Andrzej Wajda (avec 9 films sélectionnés) et enfin Claude Lelouch (avec 7 films sélectionnés).

## Autour du Festival

### Cannes et le Festival

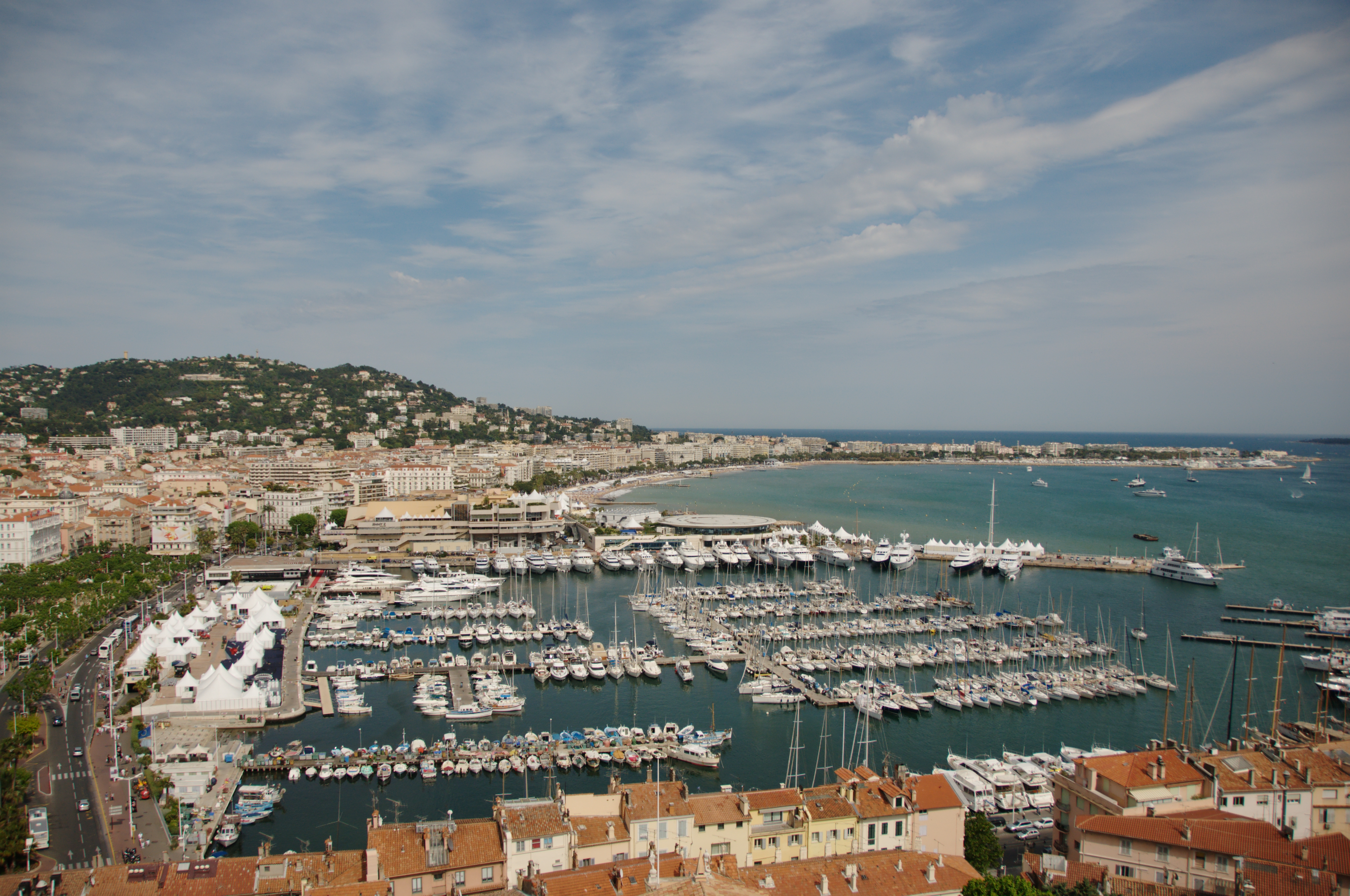
La baie de Cannes.

Dans le monde, Cannes est connue par son Festival, et évoque les célébrités du monde du cinéma et la montée des marches.
Le Festival de Venise ou le Festival de Berlin se déroulent dans des villes célèbres par ailleurs. Il y a peu de chansons sur Cannes, hormis Cannes la braguette de Léo Ferré et Cannes des VRP, qui en donnent une image négative.
Certains considèrent que le Festival est fameux sans être populaire, car seuls les professionnels peuvent accéder aux sélections officielles.

### Fêtes du Festival
À ses débuts, le Festival était surtout un événement mondain et les films étaient un prétexte pour se rencontrer, lors de réceptions et de fêtes dans les villas de la Côte d'Azur. Ces fêtes organisées pour la plupart par La Begum, la femme de l'Agha Khan, dans sa villa Yakimour ont fait la réputation de Cannes.
Aujourd'hui, le Festival est considéré comme un lieu de promotion unique à l'international pour les films et les acteurs. En dehors des conférences de presse habituelles, la tradition s'est imposée de donner une fête pour les grosses productions. Ces fêtes ont un thème qui est lié aux films, et leur organisation donne lieu à une surenchère de moyens pour marquer les esprits. Il est aussi difficile d'y entrer que dans les projections de la compétition officielle.
De nombreuses célébrités assistent à des soirées privées avec, aux platines, des discs jockey de réputation internationale. C'est l'occasion pour beaucoup de se montrer.
Les soirées organisées depuis le début des années 2000 dans les franchises éphémères des plus grandes discothèques du monde ont néanmoins donné un sérieux coup de frein à l'esprit des fêtes organisées dans des villas sur les collines environnantes de Cannes. Pour des raisons économiques, mais aussi par facilité, de plus en plus de sociétés font appel à ces grandes discothèques (ou sont démarchées par celles-ci plusieurs mois à l'avance) afin d'y organiser leur soirée annuelle, au détriment des soirées en villa. De l'avis général (festivaliers et journalistes), les soirées dans ces discothèques conventionnelles sont très loin d'être aussi exceptionnelles que celles en villa, et servent surtout à promouvoir des marques n'ayant aucun rapport avec le cinéma
Le Grand Prix automobile de Monaco, l'une des plus célèbres épreuves de compétition automobile, se déroule tous les ans en pleine période de festival et beaucoup de célébrités du cinéma s'y rendent parfois, du fait de la proximité entre Cannes et la principauté, à quelques minutes en hélicoptère. L'association des deux événements sur une période de week-ends et jours fériés entraîne un pic de fréquentation de la bande littorale des Alpes-Maritimes et une offre hôtelière particulièrement réduite et à des tarifs prohibitifs.

### La CCAS sur l’esplanade de la Pantiero
Depuis 1995, la Caisse centrale d'activités sociales des électriciens et gaziers s'installe sur la promenade de la Pantiero, lors du Festival de Cannes. Sur une superficie de 3 000 m2, l'espace offre près de 300 places aux Cannois et touristes. L'entrée est libre et gratuite. Les films projetés proviennent de pays peu présentés pendant la cérémonie. En 1998, le cinéma algérien avait été présenté.
Puis en 1999, c'est le cinéma africain qui a été présenté ainsi que le cinéma noir américain. On y a projeté le film de Jacques Kébadian sur les Sans papiers, celui de Paul Vecchiali sur Victor Schœlcher et l'abolition de l'esclavage.
Le but de ce projet était à la base de se ré-approprier ce qui, au départ, leur appartenait, la CGT et le mouvement ouvrier ayant joué un rôle prépondérant lors de la création du Festival en 1946.
Lors de ce rendez-vous, le Soleil d'or est remis par les organisateurs de la CCAS à un film de la Quinzaine des réalisateurs.

### Critiques adressées au festival
Le Festival de Cannes est souvent attaqué par la presse.

#### Critiques sur le choix des œuvres et des auteurs
Seules trois femmes ont obtenu la Palme d'or : Jane Campion en 1993 avec La Leçon de piano (ex æquo
avec Chen Kaige pour Adieu ma concubine), Julia Ducournau en 2021 avec Titane et Justine Triet en 2023 avec Anatomie d'une chute.
Le Festival est aussi critiqué pour la trop forte représentation du cinéma occidental : en 2011, la presse note que depuis sa création, 377 films américains, 351 français et 185 italiens ont été présentés en sélection officielle au détriment d'œuvres venues d'Asie, du Moyen-Orient et d'Afrique.
Sur les 69 Palmes d'or décernées, 51 sont revenues à des longs métrages nord-américains ou européens, soit 73 %). Le cinéma américain s'est taillé la part du lion avec 16 Palmes d'or remportées depuis 1955 (environ 23 %) contre 9 pour l'Italie et 9 pour la France (environ 13 %).
Parallèlement, en 79 ans, le festival n'a pû donner la Palme d'or à tous les réalisateurs, malgré la place qu'occupent dans l'histoire du 7e art des célébrités comme Jean Renoir, Alfred Hitchcock, Stanley Kubrick, Andreï Tarkovski, Michael Powell, Clint Eastwood, Steven Spielberg, Satyajit Ray, Sergio Leone, John Cassavetes, Douglas Sirk, Manoel de Oliveira, Claude Sautet, Bertrand Tavernier, André Téchiné, François Truffaut, Alain Resnais ou encore Pedro Almodóvar qui, malgré plusieurs sélections et un statut de favori, n'est reparti qu'avec des prix mineurs (mise en scène, scénario…). Il est d'ailleurs surnommé « le Poulidor de la Croisette » par la presse.
Le suédois Ingmar Bergman n'a jamais non plus remporté de Palme malgré plusieurs prix subsidiaires : un prix du jury pour Le Septième Sceau, une Mention spéciale pour La Source, un prix de la mise en scène pour Au seuil de la vie et même un prix de l'humour poétique pour Sourires d'une nuit d'été. Mais le jury du Festival de Cannes 1992 a attribué la Palme d'or aux Meilleures Intentions du Danois Bille August que le réalisateur avait choisi pour raconter l'histoire de ses parents et pour lequel il avait signé le scénario. Le cinéaste suédois s'est d'ailleurs vu offrir la Palme des palmes pour le cinquantenaire du Festival en 1997. Woody Allen, qui rejette catégoriquement la mise en concurrence des artistes a, lui, toujours refusé les égards de la compétition cannoise. Mais il est lui aussi venu plusieurs fois présenter ses films hors compétition et a également accepté une Palme d'honneur en 2002.
Jean-Luc Godard non plus n'a jamais eu droit à cet honneur, certainement parce que ses films ont été sélectionnés tardivement en compétition, à savoir seulement à partir des années 1980 avec Sauve qui peut (la vie), Passion et plus tard avec Détective et Nouvelle Vague. En 2014, Godard reçoit à 83 ans sa première récompense cannoise après huit sélections infructueuses : le prix du jury pour Adieu au langage. Si l'on met de côté l'année 1959, on remarque que le festival est resté assez distant face au phénomène « nouvelle vague » puisque les films de réalisateurs tels qu'Éric Rohmer, Jacques Rivette ou encore Claude Chabrol ont été assez peu sélectionnés.

#### Critiques sur la présidence du jury
Il a fallu attendre 2006 pour qu'un réalisateur asiatique, le Chinois Wong Kar-wai, accède à l'honneur de présider le jury.
De même, peu de femmes ont exercé cette fonction. Sur 78 éditions, seules treize personnalités féminines ont eu cette chance : Olivia de Havilland (1965), Sophia Loren (1966), Michèle Morgan (1971), Ingrid Bergman (1973), Jeanne Moreau (1975 et 1995), Françoise Sagan (1979), Isabelle Adjani (1997), Liv Ullmann (2001), Isabelle Huppert (2009), Jane Campion (2014), Cate Blanchett (2018), Greta Gerwig (2024) et Juliette Binoche (2025). Catherine Deneuve, qui n'a jamais accepté la présidence du jury, fut vice-présidente en 1994.
Certains notent par ailleurs que les films de genre sont très peu représentés à Cannes : peu ou pas de films d'horreur, de kung-fu, etc. ont été sélectionnés en compétition officielle.
Depuis quelque temps[Quand ?], le cinéma de genre est entré dans le cercle fermé des projections officielles. Un journal écrira même : « Où va le Festival de Cannes ? » à propos de ce nouveau style. Les organisateurs répondront qu'« il va là où va le Cinéma ». Avec l'émergence du cinéma d'animation, ou du documentaire, le Festival de Cannes devait se mettre à jour. 2009 semble avoir marqué un renouveau puisque la sélection a fait la part belle aux films de genre revisités.

#### Critiques sur l'idéalisation à l'étranger
Cannes donne avant tout aux auteurs une crédibilité artistique. À l'étranger, Cannes est idéalisée. Apichatpong Weerasethakul, réalisateur thaïlandais, a été connu grâce, en partie, au Festival de Cannes, il déclare d'ailleurs : « une sélection donnait un bol d'air à toute la production nationale pendant deux ans » à Thierry Frémaux. Ainsi, beaucoup de réalisateurs encore méconnus ont pu bénéficier d'une audience internationale grâce à Cannes et jouir d'une reconnaissance de leur travail. Le festival joue le rôle de tremplin et a lancé plusieurs carrières dont celle de Quentin Tarantino avec la sélection en 1992 de son premier long-métrage Reservoir Dogs en séance spéciale puis avec la Palme d'or décernée à Pulp Fiction deux ans plus tard. Très reconnaissant, le réalisateur déclare d'ailleurs : « Cannes m'a fait gagner dix ans. ».
La presse est un pilier central du Festival de Cannes et elle s'attend à voir les chefs-d'œuvre qui font vibrer le monde. Si Cannes la déçoit, elle attaque[réf. nécessaire].

#### Critiques d'un festival commercial

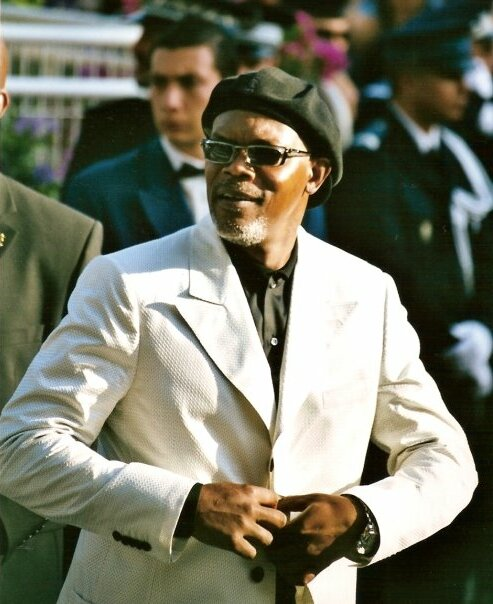
Samuel L. Jackson en mai 2005, venu pour Star Wars, épisode III : La Revanche des Sith.

Depuis les années 2000, certains reprochent au Festival de Cannes un mélange des genres contre-productif, à savoir de mettre sur un même plan les paillettes et le cinéma d'auteur. D'autres déplorent le fait qu'il n'invite que des personnalités internationales dont la renommée est acquise et qui n'ont fondamentalement pas besoin des lumières de la sélection officielle. Ainsi, il lui est reproché de se décinéphiliser progressivement sous l'emprise d'un marketing efficace et surpuissant. La presse lui donne même le nom de « Festival désuet » et le compare aux grandes marques, dont la nécessité n'est pas évidente, mais dont l'intérêt commercial est mis en valeur. Certains lui accordent le rang de plate-forme publicitaire pour les films à succès américains, par exemple avec la sélection d'un film de la saga Star Wars en 2005 (Star Wars, épisode III : La Revanche des Sith) et en 2006 avec la présentation en ouverture du Da Vinci Code, adapté du best-seller homonyme de Dan Brown. Après sa projection à Cannes, Da Vinci Code sort dans 20 000 cinémas. Au box-office, il génère 24 000 000 dollars en un week-end. Il s'agit du second meilleur démarrage financier de l'histoire du cinéma. Pourtant, lors de l'ouverture du Festival, cette superproduction reçoit un accueil des moins chaleureux de la part des 2 000 journalistes présents pour l'occasion. Elle essuie en effet lazzi, rires glaciaux, huées et papiers assassins, à l'opposé de l'engouement public en salles.
L'intérêt pour les super-productions des journalistes est aussi déçu par le nombre d'entrées des films ayant reçu la Palme d'or : depuis vingt ans, seuls cinq lauréats de la palme ont dépassé le million d'entrées en France.
D'après certains journalistes, être sélectionné dans la compétition cannoise signifie une sortie dans les salles françaises. En ce qui concerne les autres sections, les films bénéficieront d'une vente prononcée à l'étranger. Effectivement, la présence de plus de 4 000 distributeurs offre une perspective formidable pour les producteurs.
Cannes est devenu depuis quelques années un festival pour les grands auteurs. En compétition, on retrouve beaucoup de célébrités du monde du cinéma, qui ont déjà concouru en sélection officielle. David Lynch, Clint Eastwood ou David Cronenberg sont des habitués du Festival (mais l'on remarquera, en 2007, que treize films sur vingt-deux sont de réalisateurs encore jamais venus à Cannes). En 2009, la comédienne Sandrine Bonnaire a par ailleurs exprimé sa déception face à ce qu'elle estime être un « manque d'audace » de la part des sélectionneurs, ajoutant : « Lars Von Trier, Quentin Tarantino, Pedro Almodovar… : on voit toujours les mêmes ».
On lui reproche ainsi de n'inviter que des stars confirmées. Pourtant, lorsque des amateurs sont récompensés, la salle les siffle. Effectivement, en 1999, le prix d'interprétation masculine revient à Emmanuel Schotté, celui de l'interprétation féminine à Séverine Caneele et Émilie Dequenne. Lors de leur discours de remerciements, les deux jeunes femmes essuient les huées du public. Certains festivaliers confient à des journalistes : « On veut du strass et des paillettes ». D'autres expliquent avoir souhaité des longs métrages plus glamour et grand public au palmarès. David Cronenberg, qui préside la 52e édition, défend les choix de son jury : « On ne se sentait pas animés d'une volonté radicale ou antihollywoodienne. Hollywood a fait subir un lavage de cerveau au monde entier. Pourquoi avoir un jury, au bout du compte ? Si la popularité est le seul critère d'appréciation, il faut tout simplement laisser les spectateurs d'un film voter, et vous obtiendrez le prix du film le plus populaire ».
Le journal Le Monde diplomatique écrira que des réalisateurs ne réalisent des films que pour être sélectionnés au Festival et utilisent ainsi cette sélection officielle comme une justification de leur travail dans leur pays, malgré le peu de succès commercial qu’ils y rencontrent.
Une partie de la presse regrette également une quasi-absence de prise de risques chez les sélectionneurs et une sous-représentation des cinémas du Sud avec oubli systématique de films venus d'Afrique ou d'Inde. En effet, pour certains, si quelques films de pays en voie de développement sont sélectionnés, c'est qu'ils bénéficient de crédits internationaux et qu'ils imposent une lecture simple ou schématique des problèmes, de la culture ou du mode de pensée de leur pays, faite uniquement pour toucher le public occidental. Cannes, en ce sens, sous couvert de défendre une forme cinématographique originale et avant-gardiste, deviendrait le temple des nouveaux académismes.
Les organisateurs du Festival international seront aussi accablés d'avoir oublié que le cinéma était un art populaire plutôt qu'une industrie.

### Scandales et controverses célèbres
Le Festival de Cannes a souvent été animé par des scandales et des controverses, impliquant indifféremment des journalistes, des célébrités ou le monde politique. D'autres festivals internationaux comme la Mostra de Venise ou la Berlinale semblent moins exposés à ce phénomène, peut-être en partie parce qu'ils sont moins médiatisés. En effet, si certains professionnels du cinéma essaient ostensiblement d'éviter les photographes, il n'est pas impensable que d'autres cherchent à faire évènement, sinon scandale, pour tirer profit de la grande concentration de médias durant le Festival de Cannes.

#### À cause du public
Le public se manifeste quelquefois contre les professionnels du cinéma durant la remise des prix. En 1960, L'avventura, premier volet d'une trilogie aussi composée de L'Éclipse et La Nuit, de Michelangelo Antonioni reçoit un accueil très froid à Cannes. Le film est hué par le public lors de sa projection car l'absence d'éclaircissement sur la disparition d'Anna a été mal comprise. De plus, le public lance des tomates sur le réalisateur et l'actrice lors de la remise du prix du jury. Une réaction plus isolée mais non moins radicale a lieu durant le Festival de 1987. Cette année-là, le film Yeelen de Souleymane Cissé représente le cinéma africain à Cannes — pour la première fois depuis 1946 — et remporte le prix du jury. Lors de la remise du prix, un homme s'empare du micro et crie : « Alors, sale nègre, quel effet ça te fait d’avoir un prix ? ». Le réalisateur lui arrache le micro et le lui lance au visage. Maurice Pialat, qui a été encouragé par Souleymane Cissé lorsque son film a été hué par le public, s'interpose. C'est la première fois que deux réalisateurs présents au Festival de Cannes s'unissent contre un membre du public.
Les séances de remises de Palmes d'or ne sont pas épargnées par les réactions hostiles du public, notamment durant l'édition 1987, lorsque Maurice Pialat est récompensé pour Sous le soleil de Satan, ou encore en 1994 lors de la remise du prix à Quentin Tarantino pour son Pulp Fiction. Les deux réalisateurs réagissent vivement : Pialat répond au public « Si vous ne m'aimez pas, je peux vous dire que je ne vous aime pas non plus ! », et lève le poing au ciel ; Tarantino répond quant à lui par un doigt d'honneur.

#### À propos du jury

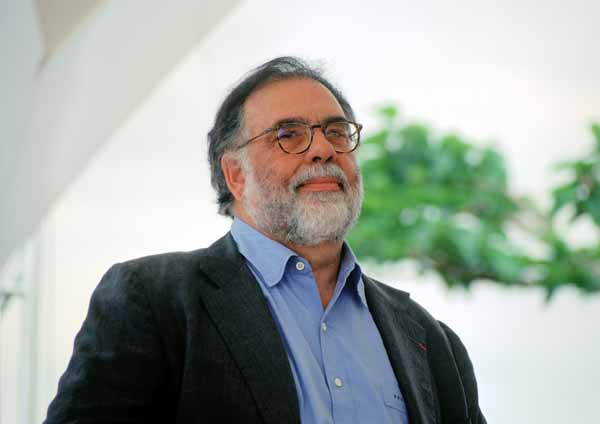
Francis Ford Coppola au Festival de Cannes 2001 qui remporta en 1979 la Palme d'or avec Volker Schlöndorff.

Les décisions du jury suscitent à plusieurs reprises des polémiques, et sont souvent mal accueillies par la presse et le public. Les présidents du jury, en particulier, sont impliqués dans de nombreuses controverses, notamment pour leur népotisme supposé, leur point de vue jugé hasardeux ou leur parti pris censé outrepasser le simple jugement artistique,.
L'écrivain Françoise Sagan est l'actrice d'un des plus grands scandales ayant éclaboussé la manifestation. Sept mois après avoir présidé l'édition 1979, elle dénonce le fonctionnement de l'institution dans Le Matin de Paris. Selon Sagan, la direction du Festival aurait tenté d'influencer le jury (qui penchait plutôt pour Le Tambour de Volker Schlöndorff) en faveur d'Apocalypse Now de Francis Ford Coppola. Normalement, les membres du jury sont tenus de garder le secret à vie sur les délibérations conduisant au choix des gagnants. Françoise Sagan ne tient donc pas promesse. Finalement, les deux films partagent la Palme d'or ex æquo. Cette révélation provoque un mouvement de révolte dans les magazines qui critiquent largement le Festival. Ce dernier répond à ces provocations en rendant publiques les notes de frais faramineuses laissées par Sagan dont 10 000 FRF (5 551,2 EUR2023) d'hôtel.
Il n'est pas rare de voir l'organisation faire preuve d'ingérence dans les choix des jurés. Ces derniers ne jouissent d'une entière souveraineté que dans les années 1980, ce qui a fait l'objet de nombreuses discordes. Par exemple, lorsque Roberto Rossellini accepte de présider le jury du 30e Festival à condition qu'on l'autorise à animer un colloque sur l'avenir du cinéma, la préférence du président du festival Robert Favre Le Bret pour la Palme va à Une journée particulière d'Ettore Scola. Pour éviter toute prescription, Rossellini ruse pour ne pas dévoiler son opinion et cherche à réunir son jury sans jamais prévenir la direction. Un conflit éclate lorsque les jurés refusent que les organisateurs assistent aux ultimes délibérations et la décision finale est prise en toute hâte. La Palme d'or revint à Padre padrone des frères Taviani et le film de Scola repart bredouille, ce qui déclenche la colère de Favre Le Bret qui boycotte la cérémonie de clôture et menace de supprimer la compétition ou du moins de ne plus nommer au jury des « amateurs éclairés ». Rossellini meurt d'une crise cardiaque une semaine après la fin du festival.
Il arrive aussi que les controverses prennent origine dans les désaccords, les conflits ou les coups d'éclat au sein du jury. Lors du Festival de Cannes 1987, le long métrage Les Yeux noirs de Nikita Mikhalkov est largement favori. Mais le réalisateur soviétique Elem Klimov aurait déclaré : « Si cette ordure, ce salopard de Mikhalkov est récompensé, je me retire du jury et ferai connaître ma décision avec éclats ». Ses camarades auraient cédé à cette exigence impérieuse et décerné la Palme d'or à Maurice Pialat pour Sous le soleil de Satan, hué, lors de la cérémonie de clôture, par l'assistance dont les faveurs allaient au film de Mikhalkov et aux Ailes du désir de Wim Wenders. Néanmoins, Yves Montand, qui préside l'édition, justifie fièrement ce choix en affirmant que la Palme a été attribuée à l'unanimité : « Nous avons considéré que le travail qu'a essayé de faire Pialat et qu'il a réussi, mettait le cinéma sur un autre niveau, à un autre étage. On peut forcément être sensible à des films un peu plus abordables, un peu plus faciles mais heureusement qu'il y a des Pialat, des Godard et des Resnais pour porter le cinéma à une autre hauteur. Je me réjouis que nous ayons voté à l'unanimité. ».
En 2009, l'ancien président du festival Gilles Jacob rompt le silence et dévoile les coulisses de la manifestation. Il révèle le secret de délibérations et met au jour l'autoritarisme de certains présidents du jury. Kirk Douglas, par exemple, imposa un ex æquo en 1980 pour la Palme d'or et put ainsi voir triompher Que le spectacle commence de Bob Fosse. Il prétexta ensuite une maladie pour ne pas rejoindre ses camarades qui souhaitaient revoter le prix pour le seul Akira Kurosawa avec Kagemusha, l'Ombre du guerrier. En 1989, Wim Wenders qui remplaçait Francis Ford Coppola, démissionnaire de la présidence du jury, fait attribuer d'autorité la Palme d'or à Sexe, Mensonges et Vidéo, le premier long métrage de Steven Soderbergh et le prix d'interprétation masculine à James Spader, souhaitant même accorder au film tous les prix. En 1991, Roman Polanski n'aime aucun film et prive ses jurés de toute parole jusqu'à ce qu'arrive Barton Fink des frères Coen. Il s'agit de la seule œuvre qu'il apprécie, étant par ailleurs très proche de son propre cinéma,,. Il n'hésite pas à désorganiser le vote et à multiplier les entorses au règlement : la veille des délibérations, il fait voter la Palme d'or à ses collègues après les avoir fait boire et refuse toute remise en cause du prix le lendemain. Polanski œuvre ensuite pour que deux nouveaux trophées (ceux de la meilleure mise en scène et du meilleur acteur) soient décernés aux frères Coen à défaut de toutes les récompenses du palmarès comme le fut son souhait. Le cas ne s'était jamais produit et Barton Fink devient le film le plus primé de l'histoire du festival. Gilles Jacob doit prendre des mesures pour éviter qu'un film ne puisse, à l'avenir, gagner trop de prix. En 1997, la présidence d'Isabelle Adjani est aussi émaillée d'incidents. La comédienne régente d'une main de fer l'emploi du temps de ses collègues, les forçant notamment à assister aux séances du matin et à suivre son régime alimentaire. En conséquence, elle déclenche une fronde au sein du jury et ne sait affirmer son choix pour la Palme qu'elle souhaite attribuer, sans en faire mystère, à De beaux lendemains d'Atom Egoyan. À la suite d'une proposition manœuvrière du cinéaste italien Nanni Moretti, elle accepta que la récompense suprême soit attribuée ex æquo à deux films, sans s'assurer au préalable que son film favori soit l'un d'entre eux. Le vote est sans appel : L'Anguille de Shōhei Imamura et Le Goût de la cerise d'Abbas Kiarostami sont palmés et De beaux lendemains se contente du grand prix,,.
Récemment, les critiques ont accueilli avec circonspection la décision des présidents Quentin Tarantino (en 2004) et Isabelle Huppert (en 2009), soupçonnés de partialité et de favoritisme dans l'attribution de la Palme d'or,. Le premier récompense Michael Moore pour Fahrenheit 9/11 (les deux cinéastes sont produits par Bob et Harvey Weinstein et Moore dénonce violemment la politique de George W. Bush avant les élections présidentielles de 2004). La seconde honore Michael Haneke pour Le Ruban blanc, un cinéaste qui compte parmi ses amis et avec qui elle a tourné quatre films dont La Pianiste qui lui a valu son second prix d'interprétation cannois.
Lors de la 65e édition, Nanni Moretti, qui préside le jury, se voit soupçonné d'avoir cédé à un conflit d'intérêts en privilégiant son producteur et distributeur français historique Jean Labadie et des amis cinéastes comme Ken Loach et Matteo Garrone,,,,,,. Néanmoins, Thierry Frémaux rappelle que les délibérations sont soumises à un règlement strict dans la mesure où les gagnants sont désignés par un vote où chaque juré, président compris, n'a qu'une seule voix.

#### Imprévus et coups d'éclat
Les cérémonies et les conférences de presse sont retransmises en direct et sont donc émaillées d'incidents ou doivent faire face à des imprévus de taille.
En 1999, Sophie Marceau, qui remet la Palme d'or, suscite les huées et sifflets du public pour ses hésitations et achoppements verbaux durant son discours sur scène. Kristin Scott Thomas, maîtresse de cérémonie, doit intervenir. Coupant la parole à Sophie Marceau, elle demande directement à David Cronenberg, président du jury, d'annoncer le nom des deux gagnants (Jean-Pierre et Luc Dardenne, pour Rosetta). Le discours erratique de Sophie Marceau pourrait être transcrit ainsi : « Plutôt que de faire la guerre, on fait du cinéma et je vous dis que ça fait rêver les gens, et ça leur donne un… un but, un projet, euh… à court terme et quelque chose qui reste pour toujours, euh… ». L'incident ne met pas fin à la carrière de l'actrice (qui a tourné une vingtaine de films depuis lors), et le Festival se poursuit normalement par un discours des frères Dardenne.
En 2007, pour les 60 ans du Festival, trente-cinq réalisateurs ont participé au film à sketches Chacun son cinéma. L'un d'entre eux, Roman Polanski, critique les journalistes lors de la conférence de presse après la projection officielle. Il évoque, pour la presse, « une occasion unique d'avoir une assemblée de metteurs en scène importants », gâchée selon lui par « des questions tellement pauvres ». Le réalisateur franco-polonais décide ensuite qu'il est temps d'aller manger et quitte la salle,.

#### Affaire Lars von Trier

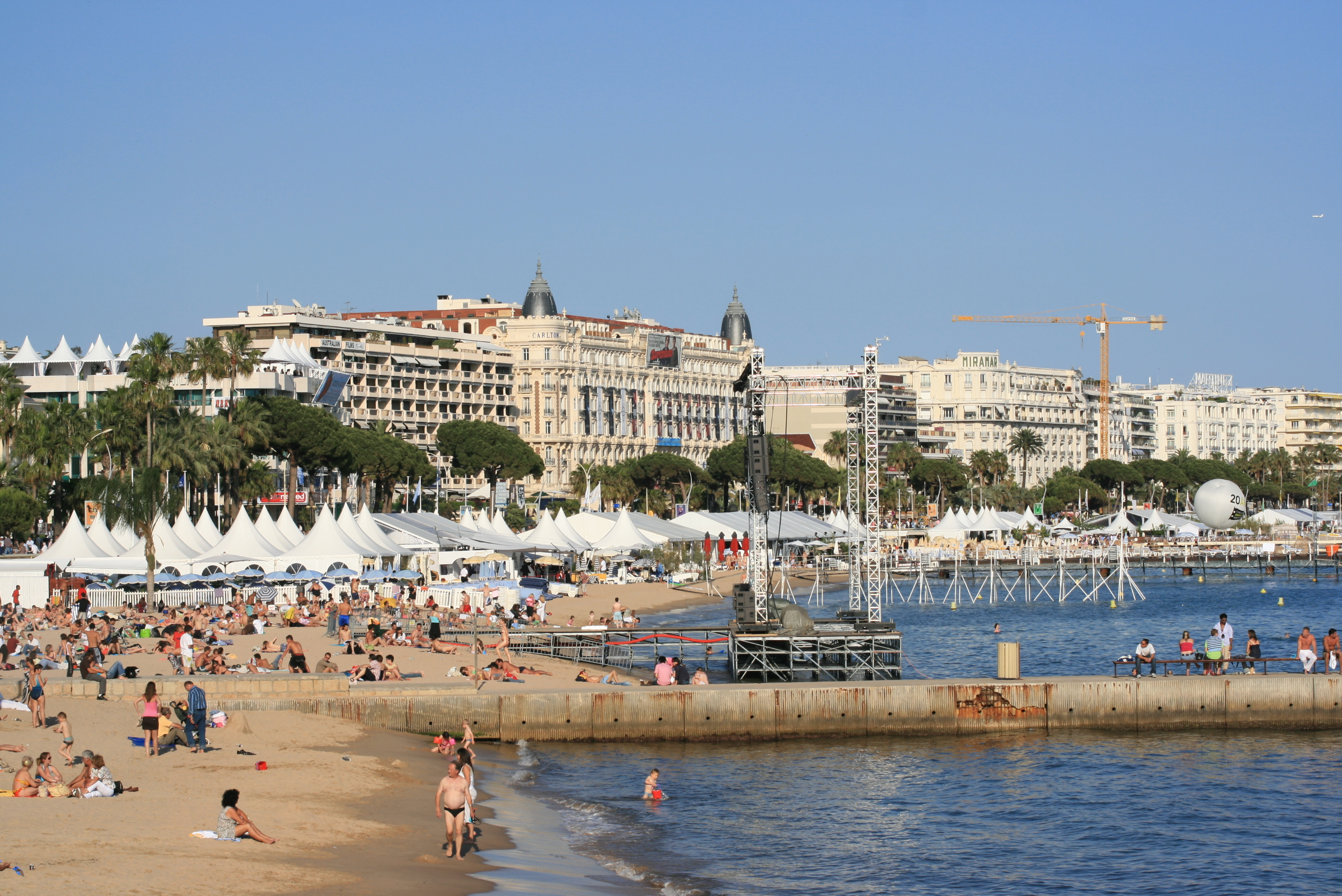
La Croisette lors du Festival.

Après avoir fait souffler un vent de scandale sur la Croisette en 2009 avec son film Antichrist,,, le cinéaste danois multi-récompensé Lars von Trier multiplie les provocations, lors du Festival 2011, à l'occasion de la projection de Melancholia. Lors de la conférence de presse, lorsqu'une journaliste du Times revient sur des propos tenus dans une interview pour un magazine danois dans laquelle il avoue son « goût pour l'esthétique nazie », notamment pour Albert Speer, il revient sur ses origines qu'il a longtemps cru juives avant de découvrir que son père était allemand, affirmant, tout en faisant volontairement l'amalgame : « J'ai alors découvert que j’étais un nazi, car ma famille est allemande ». Il poursuit sa provocation en parlant d'Hitler : « Aussi ça m'a fait plaisir. Que puis-je dire, je comprends Hitler, mais je pense qu'il a fait beaucoup de mal. Je crois que je comprends l'homme, l'homme n'est pas intrinsèquement bon, mais je le comprends dans un sens », « J’ai un peu d’empathie pour lui »,,, « Mais je ne suis pas pour la Seconde Guerre mondiale, je ne suis pas contre les juifs, surtout pas ». Il complète ensuite ses dires avec un commentaire sur la situation actuelle : « Je suis très en faveur des juifs, non pas trop car Israël pose des problèmes ». Prenant conscience de l'ambiguïté de sa déclaration, il annonce : « Je ne sais pas comment je vais me sortir de cette phrase » avant de conclure « Je suis un nazi ! ». Il revient également sur la question de départ de la journaliste en expliquant à propos de Speer : « Même s'il ne fut peut-être pas l'une des meilleures créatures de Dieu, il avait ce talent qu'il a pu exercer [grâce au régime nazi] ».
Le soir même, sur la demande de la direction du festival, von Trier publie un communiqué d'excuses : « Si j'ai pu blesser quelqu'un par les propos que j'ai tenus ce matin, je tiens sincèrement à m'en excuser. Je ne suis ni antisémite, ni raciste, ni nazi ». La direction cannoise fait savoir, dans un autre communiqué, que le cinéaste s'est « laissé entraîner à une provocation » et « tient à réaffirmer qu'elle n'admettra jamais que la manifestation puisse être le théâtre, sur de tels sujets, de semblables déclarations. ». La presse s'empare rapidement des propos polémiques du réalisateur et en diffuse des extraits sans toujours les contextualiser ni en retranscrire la tonalité générale. Malgré les excuses de Lars von Trier, la direction du festival, à l'issue d'un conseil d'administration extraordinaire, le déclare « persona non grata » mais laisse son film Melancholia en compétition, cherchant à dissocier clairement « l'homme de l'œuvre ». Tout en réitérant ses excuses, von Trier accepte cette décision, se disant « fier d'avoir été déclaré persona non grata » et soulignant le fait qu'il s'agisse de « la première fois dans l'histoire du cinéma que cela se produit », ce que confirme Gilles Jacob. Par la suite, le réalisateur s'explique longuement sur cette affaire, affirmant avoir seulement souhaité faire preuve d'un humour volontairement choquant et regrettant que celui-ci ait été mal interprété. Il confesse : « C'était vraiment bête ». Il réitère par ailleurs ses excuses et son respect envers la direction du festival et sa décision tout en soulignant le fait qu'il considère la Shoah comme « le pire des crimes jamais perpétrés » et rappelant que son goût pour l'esthétique nazie n'est en rien lié à ses convictions politiques. Toutefois, il estime que son exclusion du festival s'explique ainsi : « Les Français ont eux-mêmes maltraité les Juifs pendant la Seconde Guerre mondiale […] c'est un sujet sensible pour eux ».

#### Scandales politiques et censure
La sélection des films au Festival, qui implique initialement la participation des États est parfois l'objet de rapports de force diplomatiques et politiques pouvant, dans un cas extrême, conduire à la censure d'un film. Le règlement du Festival stipule que les films projetés ne doivent pas heurter la sensibilité des autres pays présents à Cannes (article 5 du règlement). Ainsi, en 1952, Robert Favre Le Bret évince, à la demande du Quai d'Orsay, Les statues meurent aussi, charge anticolonialiste coréalisée par Alain Resnais et Chris Marker. En 1956, la France accède à la demande de l'Allemagne (Jacques Mandelbaum montre que la France anticipa cette demande), qui souhaite le retrait de la sélection officielle d'un documentaire d'Alain Resnais, Nuit et Brouillard, qui traitait de la Shoah, des camps de concentration et des camps d’extermination. Cette censure suscite de vives protestations en France et outre-Rhin,,. La délégation allemande finit d'ailleurs par claquer la porte en raison de la non-sélection du film d'Helmut Käutner Ciel sans étoiles, décision prise pour ne pas choquer la délégation russe.
Ce mouvement ne reste pas sans effet, car depuis cette édition du Festival, aucun film n'a été retiré d'une sélection déjà communiquée au public pour des motifs similaires. Pourtant, en 1959, c'est au tour d'Hiroshima, mon amour d'être disqualifié, à l'initiative de Robert Favre Le Bret, pour éviter de voir la partie documentaire très réaliste du film de Resnais heurter la délégation américaine. François Guérif affirme cependant qu'en 1966, La Guerre est finie d'Alain Resnais a été radié de la compétition « après opposition du gouvernement espagnol », et sur arbitrage du Quai d'Orsay. En 1968, Alain Resnais n'attend pas la fin des événements et s'auto-disqualifie en retirant lui-même Je t'aime, je t'aime de la compétition, « pulvérisant son propre record ».
Le réalisateur Claude Pinoteau explique quant à lui que son film Le Silencieux (1973) a été sélectionné à Cannes mais qu'il a été retiré quand le réalisateur soviétique Sergueï Bondartchouk a été nommé président du jury ; cette affirmation est sujette à caution dans la mesure où Bondartchouk ne figure pas dans le jury de 1973. En 2007, la Fondation du cinéma Farabi, rattachée au ministère de la culture iranien, adresse une critique par courrier à l'attaché culturel de l'ambassade de France de Téhéran, estimant que la sélection du film Persepolis de Marjane Satrapi est « un acte politique ou même anticulturel » qui présente « un tableau irréel des conséquences et des réussites de la révolution islamique »,. Ainsi, le Festival de Cannes a beaucoup évolué depuis 1956, la censure ayant apparemment disparu bien que les pressions diplomatiques demeurent.
D'autres fois, malgré une pression de l'État, des acteurs, ou réalisateurs, viennent présenter leurs films à Cannes. Ainsi, Jiang Wen, dont le film Les Démons à ma porte (Guizi lai le) a été récompensé par le grand prix du jury en 2000, a été interdit de tournage durant plus de cinq ans en Chine. Les autorités de Pékin trouvent alors son film antipatriotique, notamment pour sa représentation, jugée dégradante, de villageois veules et opportunistes durant l'occupation japonaise dans les années 1940,. Il est de plus reproché à l'auteur d'avoir présenté son film à Cannes sans visa officiel.
Certaines personnalités médiatiques sont également à l'origine de vives polémiques. Lorsque la Palme d'or est attribuée à Underground d'Emir Kusturica en 1995, au lendemain du massacre de Tuzla, Alain Finkielkraut publie une tribune dans Le Monde intitulée « L'imposture Kusturica ». L'auteur y accuse le cinéaste de capitaliser sur la souffrance des martyrs de Sarajevo et de se livrer à une propagande pro-serbe honteuse sous couvert d'exprimer sa nostalgie de l'ancienne Yougoslavie,. Bernard-Henri Lévy renchérit dans Le Point et reproche au réalisateur d'avoir « choisi le camp des bourreaux » lors des guerres yougoslaves et de faire d'Underground une arme idéologique au service des nationalistes serbes. Kusturica exerce son droit de réponse dans la tribune « Mon imposture » où il récuse les accusations proférées à son encontre. Il affirme également que ni Finkielkraut ni Lévy n'ont vu le film, ce que les intéressés confirment tout en maintenant leurs déclarations,.
Malgré le prestige mondial et l'entière autonomie dont jouit le Festival aujourd'hui, de nombreux scandales politiques éclatent encore en raison la sélection de certains films. En 2010 par exemple, Sandro Bondi le ministre italien de la Culture décide de boycotter le festival en raison de la projection hors-compétition du film Draquila - L'Italie qui tremble de Sabina Guzzanti traitant de la manière dont le gouvernement Berlusconi a géré les conséquences du séisme de 2009 à L'Aquila,. Cette même année, est organisée à l'initiative du député Lionnel Luca, une manifestation pour protester contre la présentation en compétition du film Hors-la-loi de Rachid Bouchareb, taxé de révisionnisme, de falsification de l'histoire franco-algérienne et de dégradation volontaire de l'image des Français lors du massacre de Sétif en 1945,. Quelques jours plus tard, c'est la présentation du film Soleil trompeur 2 qui s'accompagne d'une polémique touchant son metteur en scène Nikita Mikhalkov, accusé, par 97 réalisateurs russes pétitionnaires, de despotisme, de détournement des aides publiques et de trop grande proximité avec le Premier ministre d'alors, Vladimir Poutine, dans sa gestion de l'Union des cinéastes russes.
Le 12 mai 2012, une tribune publiée dans Le Monde à l'initiative du groupe féministe La Barbe est largement reprise par les médias, en France et à l'étranger. Elle dénonce le fait que les vingt-deux films de la sélection officielle du 65e Festival ont tous été réalisés par des hommes. Le lendemain, Thierry Frémaux se défend de sexisme dans l'hebdomadaire L'Express. Gilles Jacob met fin à la polémique en affirmant que Thierry Frémaux et son équipe seraient à l'avenir plus « sensibles » à la sélection de films de femmes.

#### Église et sélection
Il est rare que l'Église s'immisce dans le monde du cinéma et celui du Festival de Cannes. Il lui est toutefois arrivé de condamner certains films. En 1960, l’Osservatore Romano, journal du Vatican, publie sept virulents articles contre le film italien La dolce vita de Federico Fellini qui venait d'obtenir la Palme d'or. Les catholiques sont menacés d'excommunication s'ils voient le film, et ce n'est qu'en 1994, quelques mois après la mort du réalisateur Federico Fellini, que l'Église lève son interdiction. En revanche, les Jésuites défendent le film. Le ministère de la Culture censurera des parties du film.
En 1961, le film Viridiana de Luis Buñuel est interdit dans son pays, l'Espagne, alors sous dictature franquiste et condamné fermement par l'Église catholique qui le juge blasphématoire. Cela n'empêcha pas le jury du Festival de lui décerner la Palme d'or.
Les différends entre Cannes et l'Église catholique se poursuivent de nos jours, par exemple en 2006, pour le Da Vinci Code de Ron Howard. Ce long métrage ouvre le Festival de Cannes 2006, bien qu'il soit critiqué dans le monde religieux. Des associations catholiques dénoncent le film, même si le Vatican condamne tout boycott et action contre ce long métrage, affirmant qu'« il y [a] plus important à faire dans le monde, que les faits du film [sont] faux, et qu'il ne [sert] donc à rien de se défendre ».

#### Controverses

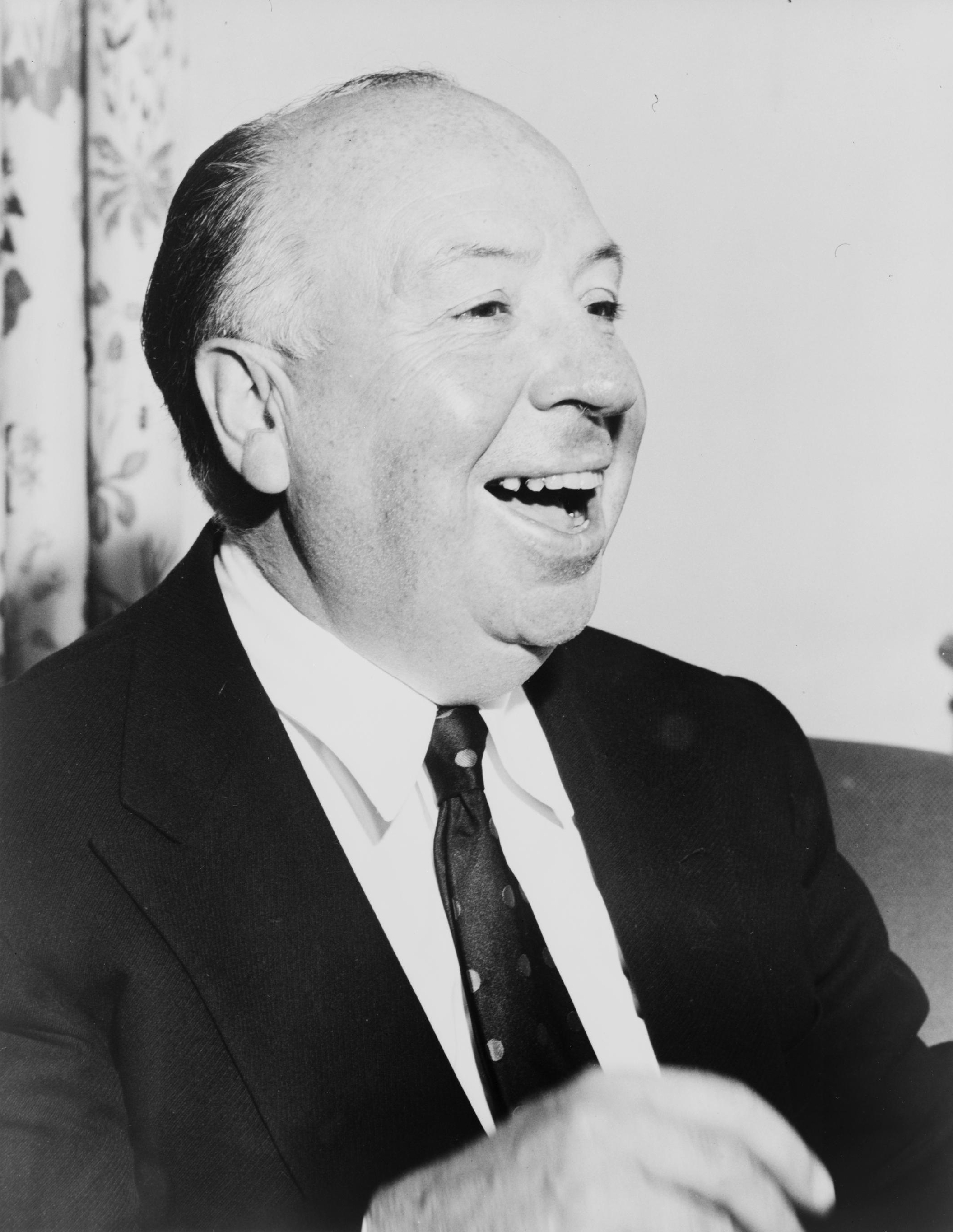
Alfred Hitchcock n'a pas eu de chance lors de la projection de son film Les Enchaînés.

Le Festival de Cannes a souvent eu des imprévus, des controverses. Des starlettes qui se font photographier, à une partie de la poitrine qui sort de la robe, souvent ce sont des imprévus qui créaient du mouvement à la montée des marches. En 1946, première vraie édition du Festival, les organisateurs proposent des projections gratuites au public et aux professionnels. Mais, les commerçants ne l'entendent pas de la même oreille, et font grève durant la totalité du Festival : ils pensent que cela pourrait nuire à leurs activités économiques. Cette même année, lors de la première projection, celle du film d'Alfred Hitchcock Les Enchaînés, les techniciens mélangèrent les bobines de pellicule et la projection est une vraie catastrophe. Il n'y a pas eu de nouvelle séance et le film repart bredouille du festival. Lors de l'édition 1967, Gunter Sachs, le mari de Brigitte Bardot, aurait marchandé la venue de sa conjointe en échange de la projection du documentaire Batouk qu'il a produit.
Autre controverse majeure en 1975 avec l'explosion du Palais des Festivals. Cet attentat a été provoqué par Le Comité de lutte populaire contre la perversion du peuple, fort heureusement pour la direction du Festival, personne n'a été blessé, et la cérémonie a pu continuer.

#### Photographes et célébrités féminines
Les photographes ont parfois provoqué une médiatisation alternative du Festival à cause de quelques célébrités féminines, notamment pour des raisons plus ou moins érotiques.
Lors du Festival de Cannes 1954, alors que le festival n'en est qu'à sa 8e édition, Simone Silva pose au bord de l'eau avec Robert Mitchum pour des photographes. Alors que le soleil chauffait, les photographes demandent une pose sexy à l'actrice qui finit par enlever son soutien-gorge, l'acteur pressant alors ses seins contre lui. Le cliché fait le tour du monde, provoquant un énorme scandale autour du Festival et de l'actrice. Simone Silva est contrainte de quitter le festival.
En 1983, alors que les travaux inachevés du nouveau Palais des Festivals menacent de mettre fin à la 36e édition, Isabelle Adjani refuse de participer à la conférence de presse et au photocall du film L'Été meurtrier et provoque la première, et unique, grève des photographes : ils déposent leurs appareils au pied des marches et tournèrent le dos à la star lors de sa montée des marches pour protester contre son attitude.

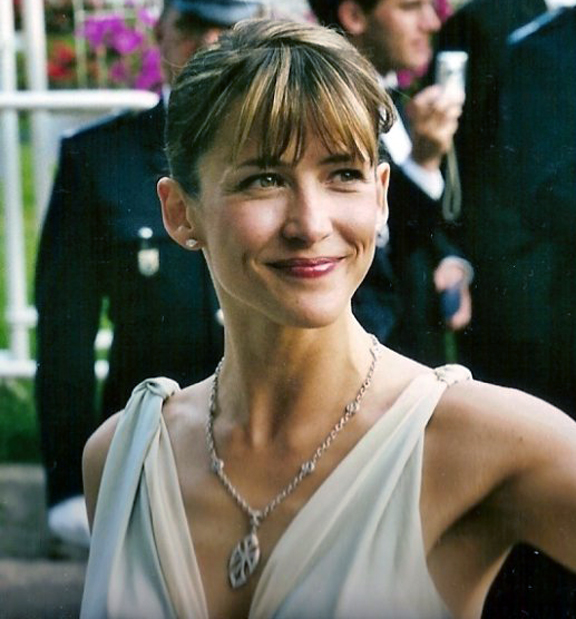
Sophie Marceau lors du festival de 2005.

Un autre événement fit le tour du monde en 2005 : alors qu'elle monte les marches, une bretelle de la robe de Sophie Marceau se détache et un de ses seins est accidentellement mis à nu. Sans le vouloir, elle devient l'un des événements du Festival de Cannes 2005 et celui de 2015. En 2008, l'actrice porno Yasmine provoque quant à elle un scandale volontaire en soulevant sa robe sur les marches alors qu'elle n'a pas de culotte en dessous. Autre événement, l'actrice Bella Hadid fait parler d'elle en robe ultrasexy ultrafendue lors du Festival de Cannes 2017

#### Critique et journalistes
Le Festival de Cannes a souvent été critiqué. Mais il n'est pas le seul à avoir été touché, quelques films ont aussi dû subir les commentaires de certains magazines.
Lors du Festival de Cannes 1973, une partie des critiques présents, accompagnés par le public, se déchaînent contre le long métrage La Grande Bouffe de Marco Ferreri : « Immonde et scatologique » pour Télé 7 jours, « cinéma de pot de chambre » pour Minute, « l'enfer et l'ordure, le cauchemar et la complaisance, l'ennui et les latrines » pour Jean Cau dans Paris Match. Mais l'équipe du film n'en tient pas compte et riposte. Ainsi, Philippe Noiret déclare plus tard : « Nous tendions un miroir aux gens et ils n'ont pas aimé se voir dedans. C'est révélateur d'une grande connerie ». On verra aussi le réalisateur, Marco Ferreri, du haut d'un balcon, envoyer des baisers aux gens qui le huent, avec la braguette ouverte.
Cette même année, La Maman et la Putain de Jean Eustache provoque également une forte polémique du fait de ses dialogues crus et la réception par le réalisateur du prix spécial du jury, lors de la cérémonie de clôture, sera accompagnée de sifflets.
En 1985, ce n'est pas la critique qui se déchaîne, mais le journaliste Noël Godin qui a alors décidé d'entarter Jean-Luc Godard, venu présenter son film Détective.

#### Pannes techniques
Les pannes techniques, essentiellement causées par des prestataires, peuvent perturber les projections du festival comme cela fut le cas en 2017, dans le Grand Théâtre Lumière du Palais du Festival, pour le film Okja du Sud-Coréen Bong Joon-ho, en lice pour la Palme d'or, avec une interruption de 7 à 8 minutes pour un problème technique.

### Quelques beaux moments
En 1955, le Prince Rainier de Monaco rencontra Grace Kelly alors qu'il venait voir La Main au collet d'Alfred Hitchcock en projection officielle. Ils se marièrent l'année suivante. De même, en 1980, Kirk Douglas rencontra sa future épouse Anne Buydens.
Peu de temps après la mort de François Truffaut, lors du Festival de Cannes 1985, ses comédiens principaux se réunissent sur scène pour un dernier hommage et une photo. Quelques années plus tard, en 1989, les enfants et petits enfants de Charlie Chaplin montent sur scène pour le centenaire de sa naissance.
En l'honneur de Jeanne Moreau, présidente du jury en 1995, la chanteuse et actrice Vanessa Paradis a interprété Le Tourbillon de la vie, chanson du film Jules et Jim. Les cinq acteurs principaux du film Indigènes, Samy Naceri, Jamel Debbouze, Roschdy Zem, Sami Bouajila et Bernard Blancan, ont chanté Le Chant des tirailleurs lors de la remise du prix d'interprétation masculine en 2006.
En 1998, Roberto Benigni était en sélection officielle avec son long métrage La Vie est belle. Lorsque Martin Scorsese, le président de cérémonie, lui remit le grand prix, il sursauta sur son siège en entendant son nom et baisa les pieds du président.
En 2002, Thierry Frémaux inaugure avec Pépé le Moko la projection cinéma numérique de films classiques restaurés.

### Le Festival en chiffres
De 1946 à 2009, des milliers de films ont été projetés. Voici en bref les chiffres les plus marquants du Festival :
- Les cinq pays qui ont présenté le plus de films à Cannes sont :
  - États-Unis : 376 films en sélection officielle.
  - France : 348 films en sélection officielle.
  - Italie : 183 films en sélection officielle.
  - Royaume-Uni : 161 films en sélection officielle.
  - Allemagne : 80 films en sélection officielle.
- Au total 2 062 films qui ont été projetés en 62 festivals dont le premier fut Les Enchaînés d'Alfred Hitchcock.
- De 1946 à 2011, 67 grands prix et palmes du meilleur film ont été décernés. Voici le classement des nations les plus récompensées par la Palme d'or depuis 1955 :
  - États-Unis : 16 palmes.
  - Italie : 9 palmes.
  - France : 8 palmes.
  - Royaume-Uni : 7 palmes.
  - Japon : 3 palmes.
  - Danemark : 3 palmes.

La palme d'or a fait son apparition en 1955 et a été remplacée entre 1964 et 1974 par le terme grand prix du festival.
- Les journalistes ont été de plus en plus présents au Festival :
  - 1966 : 700 journalistes.
  - 1973 : 1 154 journalistes.
  - 1984 : 2 762 journalistes.
  - 1989 : 1 680 journalistes.
  - 1991 : 2 795 journalistes.
  - 1993 : 2 975 journalistes.
  - 1995 : 3 183 journalistes.
  - 1996 : 3 325 journalistes.
  - 2007 : 3 611 journalistes.
  - 2008 : 5 000 journalistes.
- Le Festival de Cannes est aussi fréquenté par de nombreux visiteurs :
  - 1993 : 2 170 étrangers et 1 555 français.
  - 1994 : 2 238 étrangers et 1 488 français.
  - 1996 : 2 262 étrangers et 1 605 français.
  - 2009 : 14 160 étrangers et 10 667 français.

### Le Festival au cinéma et à la télévision
Le Festival de Cannes a été le décor, voire le sujet, de tout ou partie des films suivants :
- 1963 : Mélodie en sous-sol  d'Henri Verneuil
- 1978 : Evening in Byzantium de Jerry London
- 1979 : Un scandale presque parfait de Jerry London
- 1982 : La Mémoire de Youssef Chahine
- 1986 : Canned Film Festival (TV)
- 1994 : La Cité de la peur d'Alain Berberian
- 1994 : Grosse Fatigue de Michel Blanc
- 1997 : Especial Cannes: 50 Anos de Festival de Fernando Matos Silva (TV)
- 1997 : Cannes... les 400 coups de Gilles Nadeau
- 1997 : Crème et Châtiment (l'entartement de Toscan du Plantier au festival de Cannes 1996) de Jan Bucquoy
- 2000 : Murder at the Cannes Film Festival de Harvey Frost (TV)
- 2001 : Festival in Cannes de Henry Jaglom
- 2002 : Femme fatale de Brian De Palma
- 2004 : Souvenirs d'un président de festival de Cannes d'Elio Lucantonio
- 2005 : Les Vacances de Noël de Jan Bucquoy et Francis De Smet
- 2006 : Cannes, 60 ans d'histoire de Gilles Nadeau
- 2007 : Les Vacances de Mr. Bean de Steve Bendelack
- 2007 : Tenue de soirée de Michel Drucker (TV)
- 2008 : Panique à Hollywood de Barry Levinson
- 2017 : Dix pour cent (saison 2, épisode 6) de Fanny Herrero (TV)